# 19. August
Der 19. August ist der 231. Tag des gregorianischen Kalenders (der 232. in Schaltjahren), somit bleiben 134 Tage bis zum Jahresende.

## Ereignisse

### Politik und Weltgeschehen

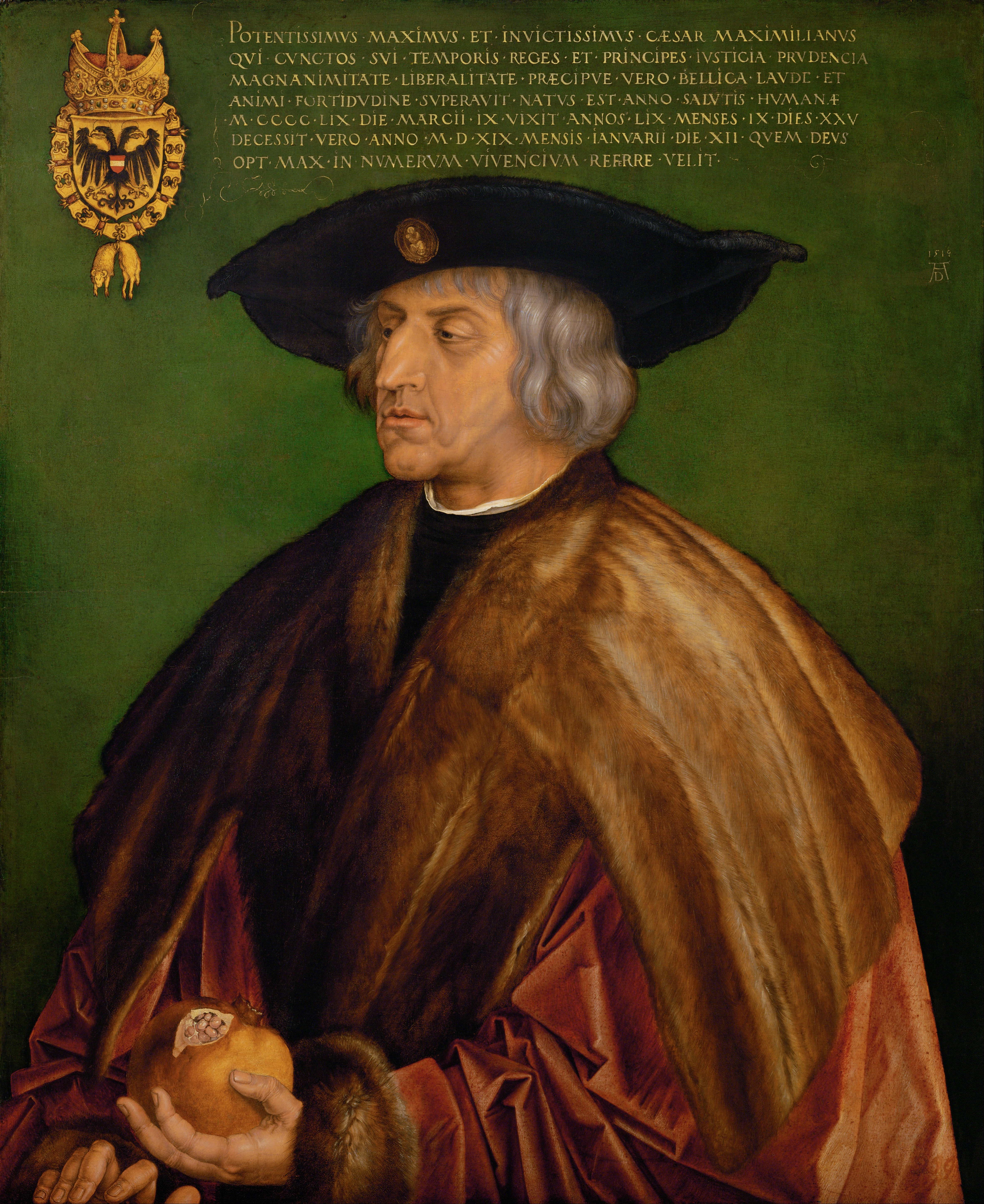
1493: Maximilian I.

- 1153: Das Königreich Jerusalem unter Balduin III. gewinnt die Belagerung von Askalon durch die Kapitulation der fatimidischen Verteidiger.

- 1477: Maximilian I. heiratet Maria von Burgund und erwirbt damit Besitz in den Niederlanden. Er wird iure uxoris Herzog von Burgund und erwirbt so den Anspruch auf das burgundische Erbe Karls des Kühnen.
- 1493: Maximilian I. wird durch den Tod seines Vaters Friedrich III. alleiniger König des Heiligen Römischen Reiches sowie Erzherzog von Österreich.
- 1561: Die 18-jährige Witwe Maria Stuart kehrt nach Schottland zurück, um nach 13 Jahren Aufenthalt in Frankreich den schottischen Thron zu übernehmen.
- 1587: Sigismund III. Wasa, ein Sohn des schwedischen Königs Johann III., wird zum polnischen König gewählt.
- 1619: Der Ständeaufstand in Böhmen führt zur Absetzung des böhmischen Königs Ferdinand II. aus dem Haus Habsburg.
- 1691: In der Schlacht bei Slankamen besiegt ein kaiserliches Heer unter Markgraf Ludwig Wilhelm die Osmanen, deren Feldherr Köprülü Fazıl Mustafa Pascha dabei zu Tode kommt.
- 1745: Charles Edward Stuart hisst in Glenfinnan am Loch Shiel seine Standarte und beginnt damit den Zweiten Jakobitenaufstand.
- 1745: Nach mehreren Tagen schwerer Kämpfe besiegen persische Truppen unter Nader Schah eine osmanische Armee nahe der Festung Kars; es ist der letzte Sieg des „persischen Napoleon“.

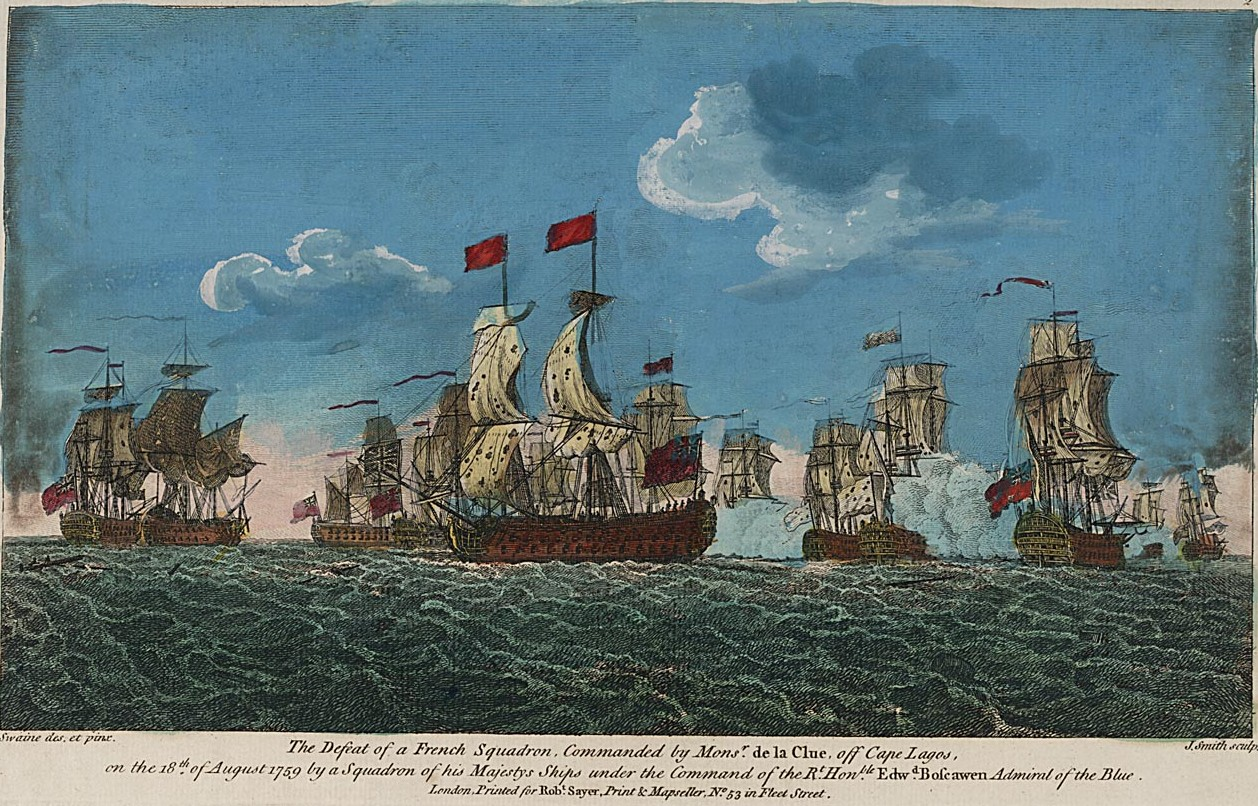
1759: Seeschlacht bei Lagos

- 1759: Vor der Küste Portugals wird in der Seeschlacht bei Lagos im Siebenjährigen Krieg eine französische Mittelmeerflotte von Einheiten der britischen Royal Navy besiegt.
- 1772: Der schwedische König Gustav III. putscht mit ihm ergebenen Offizieren gegen die Adelsoligarchie. Der in einem Saal tagende Reichsrat wird eingeschlossen, die Bürgerschaft in Stockholm durch glänzende Reden des Herrschers gewonnen. Der Reichsrat akzeptiert kurz darauf eine dem König genehme Verfassung.
- 1812: Im Britisch-Amerikanischen Krieg besiegt die Constitution die Guerriere vor der Küste Neuenglands. Es ist die erste Niederlage einer britischen Fregatte in einem Eins-zu-Eins-Gefecht seit einem Jahrzehnt.
- 1854: Eine an sich banale Auseinandersetzung zwischen Lakota einerseits und US-Armee andererseits eskaliert im Grattan-Massaker bei dem 30 Weiße und Häuptling Conquering Bear sterben.
- 1862: Den überwiegend deutschstämmigen Einwohnern von New Ulm (im heutigen Minnesota) gelingt es einen ersten Überfall von Dakota-Kriegern zurückzuschlagen.
- 1878: Bei ihrem Einmarsch in Bosnien nehmen österreichische Truppen unter dem Befehl von Joseph Philippovich von Philippsberg die Stadt Sarajevo ein.
- 1914: Mit der Schlacht bei Gumbinnen beginnt im Ersten Weltkrieg der Angriff russischer Truppen auf deutsches Reichsgebiet in Ostpreußen.
- 1920: In Oberschlesien beginnt unter der Führung von Alfons Zgrzebniok der zweite oberschlesische Aufstand.
- 1920: In der Sowjetunion bricht der Bauernaufstand von Tambow gegen die  Regierung der Bolschewiki aus; Hintergrund ist die Zwangseinziehung von Getreide.
- 1934: Bei einer Volksabstimmung über das Staatsoberhaupt des Deutschen Reichs bestätigen 89,9 % der Stimmberechtigten die Vereinigung der Ämter des Reichspräsidenten und des Reichskanzlers in der Person Adolf Hitlers.
- 1936: Der erste der Moskauer Prozesse beginnt, bei denen im Rahmen des Großen Terrors Stalins zahlreiche führende Beteiligte der Oktoberrevolution wegen angeblicher staatsfeindlicher Aktivitäten verurteilt und hingerichtet werden.
- 1939: Ein Handels- und Kreditabkommen zwischen dem Deutschen Reich und der Sowjetunion wird in Moskau abgeschlossen.

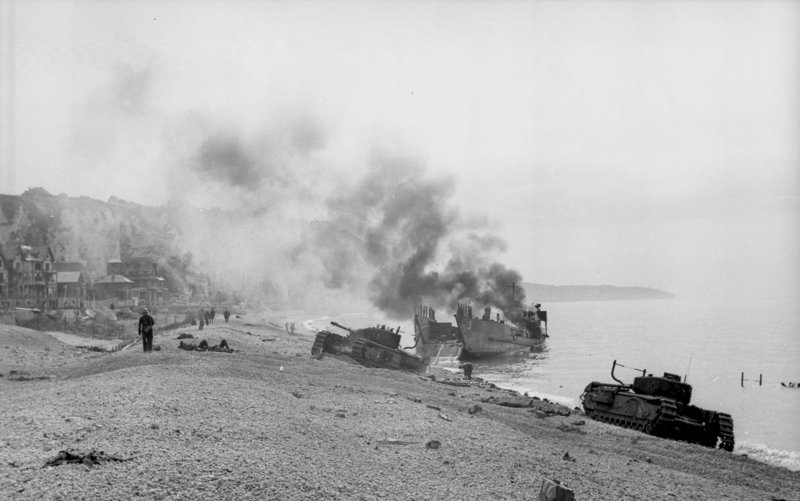
1942: Operation Jubilee

- 1942: Die Operation Jubilee, ein großangelegter Raid britischer und kanadischer Truppen bei der nordfranzösischen Hafenstadt Dieppe, scheitert unter schweren Verlusten.
- 1944: Französische Widerstandskämpfer beginnen in Paris den Aufstand gegen die deutschen Besatzer. Nach dem Eingreifen alliierter Truppen wird die Stadt am 25. August formell übergeben und die Kämpfe eingestellt.
- 1945: In der Augustrevolution in Vietnam übernahm die Việt Minh unter der Führung von Hồ Chí Minh die Macht in Hanoi.
- 1944: Die sowjetische Operation Bagration im Deutsch-Sowjetischen Krieg endet mit der weitgehenden Zerschlagung der deutschen Heeresgruppe Mitte.
- 1953: Der iranische Ministerpräsident Mohammad Mossadegh wird im Zuge der von CIA und MI6 organisierten Operation Ajax gestürzt.
- 1960: Francis Gary Powers, Pilot des über dem Gebiet der UdSSR abgeschossenen U-2-Spionageflugzeugs der USA, wird zu zehn Jahren Haft verurteilt.
- 1963: Die Bundesrepublik Deutschland tritt dem Kernwaffenteststopp-Vertrag bei.
- 1965: Im ersten Auschwitz-Prozess beginnt die Urteilsverkündung, die zwei Tage dauert.
- 1966: In der Volksrepublik China beginnen die Roten Garden nach Lin Biaos Aufforderung vom Vortag die Kampagne Zerschlagt die Vier Alten. Die Kulturrevolution kommt ins Rollen.
- 1978: Beim Brandanschlag auf das Kino Cinema Rex sterben in Abadan 430 Menschen. Hinter dem Terrorakt stehen schiitische Geistliche um Ruhollah Chomeini, die dem Schahregime schaden wollen.
- 1979: Nach der vietnamesischen Invasion in Kambodscha verurteilt ein Tribunal der unter Heng Samrin gebildeten provisorischen Regierung die Rote-Khmer-Führer Pol Pot und Ieng Sary wegen Verbrechen gegen die Menschlichkeit und Massenmord zum Tod. Das Urteil bleibt für beide folgenlos.
- 1985: Hansjoachim Tiedge, beim Bundesamt für Verfassungsschutz zuständig für die Abwehr von DDR-Spionage, setzt sich in die DDR ab.
- 1989: Beim Paneuropäischen Picknick nahe Sopron fliehen mit ungarischer Unterstützung über 600 DDR-Bürger in den Westen.

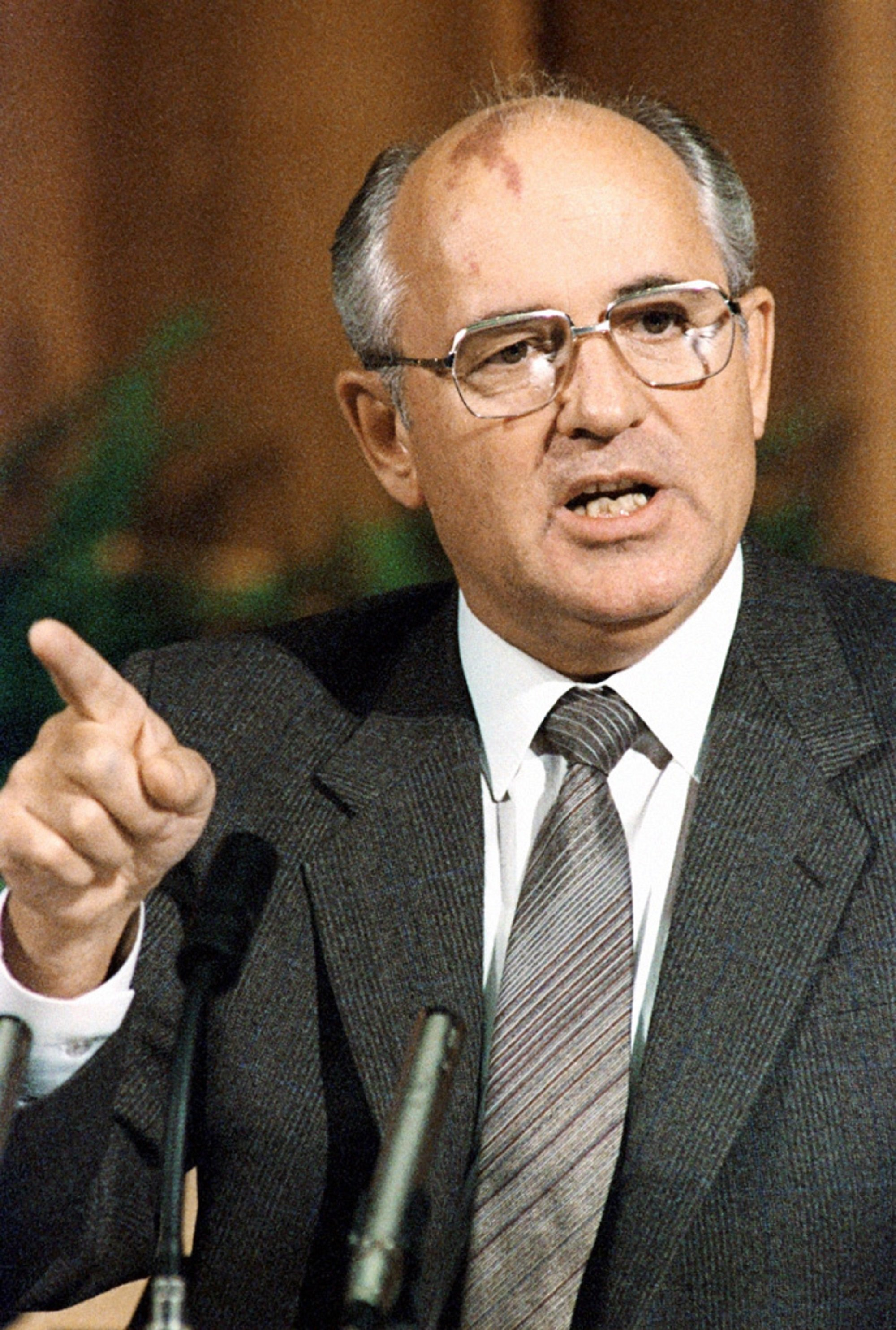
1991: Michail Gorbatschow

- 1991: Der Augustputsch in Moskau gegen den sowjetischen Staatspräsidenten Michail Gorbatschow beginnt, schlägt jedoch nach drei Tagen fehl. Er verhindert die Gründung der Union Souveräner Staaten.
- 2003: Beim Bombenanschlag auf das UN-Hauptquartier im Irak im Canal Hotel kommen in Bagdad 22 Personen ums Leben, darunter der Sondergesandte Sérgio Vieira de Mello.
- 2005: Der ehemalige Rebellenführer Pierre Nkurunziza wird zum neuen Präsidenten Burundis gewählt.
- 2007: Die Demonstrationen in Myanmar, die von buddhistischen Mönchen und Nonnen angeführt werden, beginnen.
- 2009: Bei Bombenattentaten auf das irakische Finanz- und das Außenministerium in Bagdad sterben mehr als 100 Menschen.

### Wirtschaft
- 1848: Die Zeitung New York Herald berichtet von Goldfunden in Kalifornien und löst damit den kalifornischen Goldrausch aus.
- 1855: Gail Borden patentiert ein industrielles Verfahren zur Herstellung von Kondensmilch.

### Wissenschaft und Technik

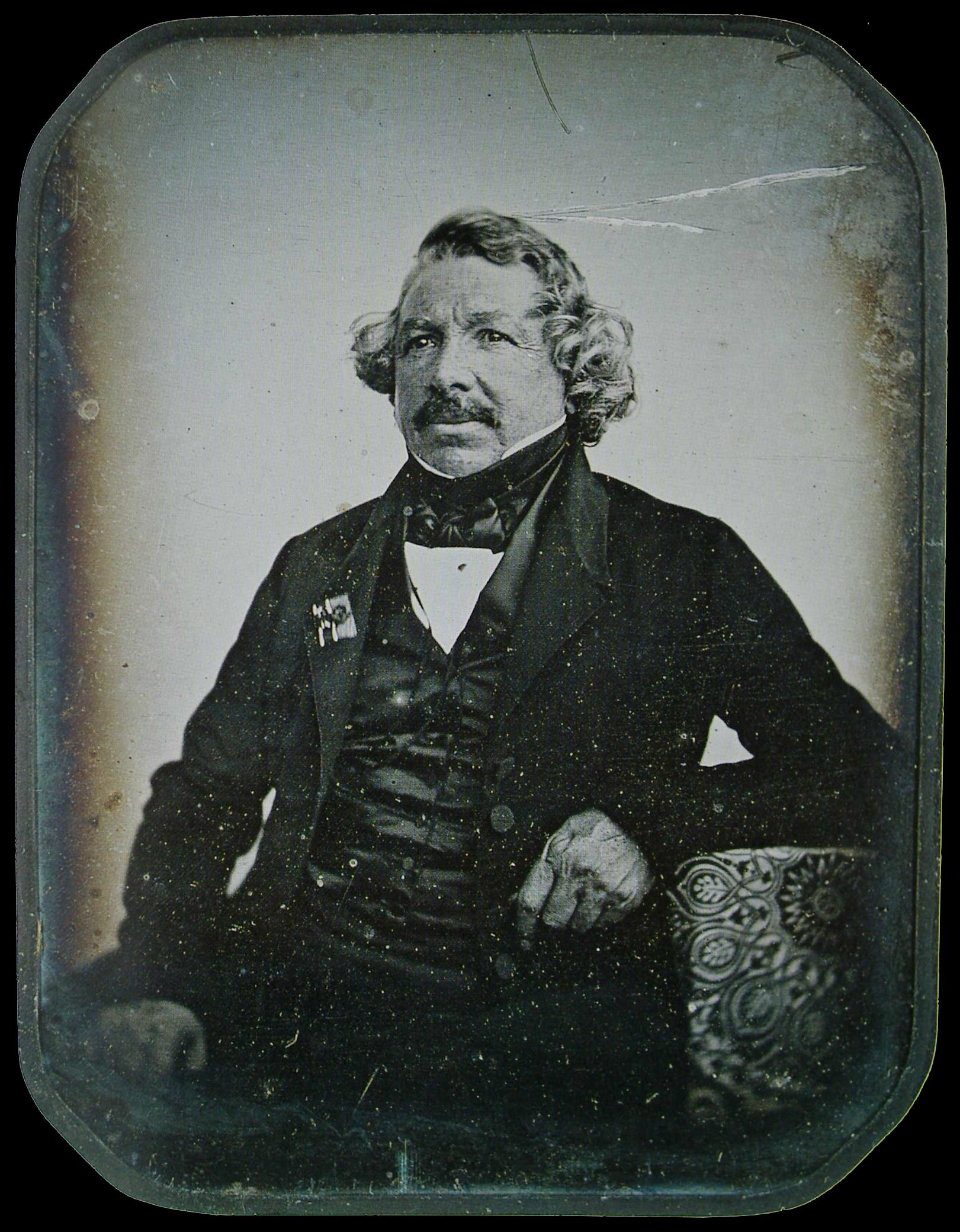
1839: Louis Daguerre

- 1839: Der Maler und Erfinder Louis Daguerre stellt das erste brauchbare fotografische Verfahren, die Daguerreotypie, der Pariser Akademie der Wissenschaften und zugleich der Öffentlichkeit vor.
- 1885: Der irische Amateurastronom Isaac Ward entdeckt in der Andromedagalaxie die als S Andromedae bezeichnete Supernova.
- 1889: Auf dem Eiffelturm werden meteorologische Beobachtungen durchgeführt. Ein Blitzeinschlag durch ein unerwartet aufgezogenes Gewitter liefert neue Erkenntnisse für die Wissenschaft. Durch installierte Blitzableiter merken Personen auf der Plattform kaum etwas
- 1911: Das erste Frachtflugzeug ist in Deutschland im Einsatz. Ein Harlan-Eindecker transportiert druckfrische Exemplare der Berliner Morgenpost von Berlin-Johannisthal nach Frankfurt an der Oder.

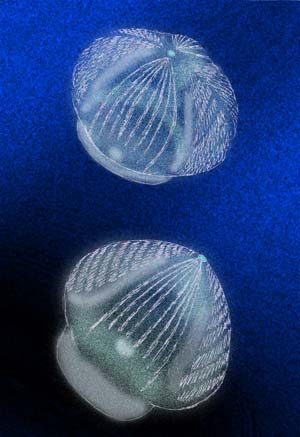
1917: Fasciculus vesanus

- 1917: Der US-amerikanische Paläontologe Charles Walcott findet im Burgess-Schiefer eine Versteinerung der ausgestorbenen Quallenart Fasciculus vesanus, die vor etwa 510 Millionen Jahren im Kambrium auf der Erde lebte.
- 1960: Sputnik 5 startet mit den beiden Hündinnen Belka und Strelka sowie mehreren Mäusen und Pflanzen an Bord in die Umlaufbahn und landet am nächsten Tag wieder sicher auf der Erde.
- 1964: Die NASA bringt von Cape Canaveral aus den ersten geostationären Satelliten Syncom 3 mit einer Delta-Trägerrakete in Position. Nahe der Internationalen Datumsgrenze stationiert, wird er die Olympischen Sommerspiele von Tokyo in die USA übertragen.

### Kultur
- 1820: Die Uraufführung der Oper Die Zauberharfe von Franz Schubert findet am Theater an der Wien in Wien statt.

### Gesellschaft
- 1987: Der Amoklauf von Hungerford in England führt zum Tod von 16 Menschen und hinterlässt mindestens 13 Verletzte, ehe der Täter sich selbst erschießt.
- 1992: Bei der „Aktion Standesamt“ beantragen bundesweit 250 gleichgeschlechtliche Paare bei Standesämtern das Aufgebot zur Eheschließung, um damit auf die Rechtssituation gleichgeschlechtlicher Paare in Deutschland aufmerksam zu machen und die Diskussion über die „Homo-Ehe“ in Gang zu setzen.
- 1999: Der Gewaltverbrecher Dieter Zurwehme wird nach mehrmonatiger Flucht von der Polizei gestellt und verhaftet.

### Religion

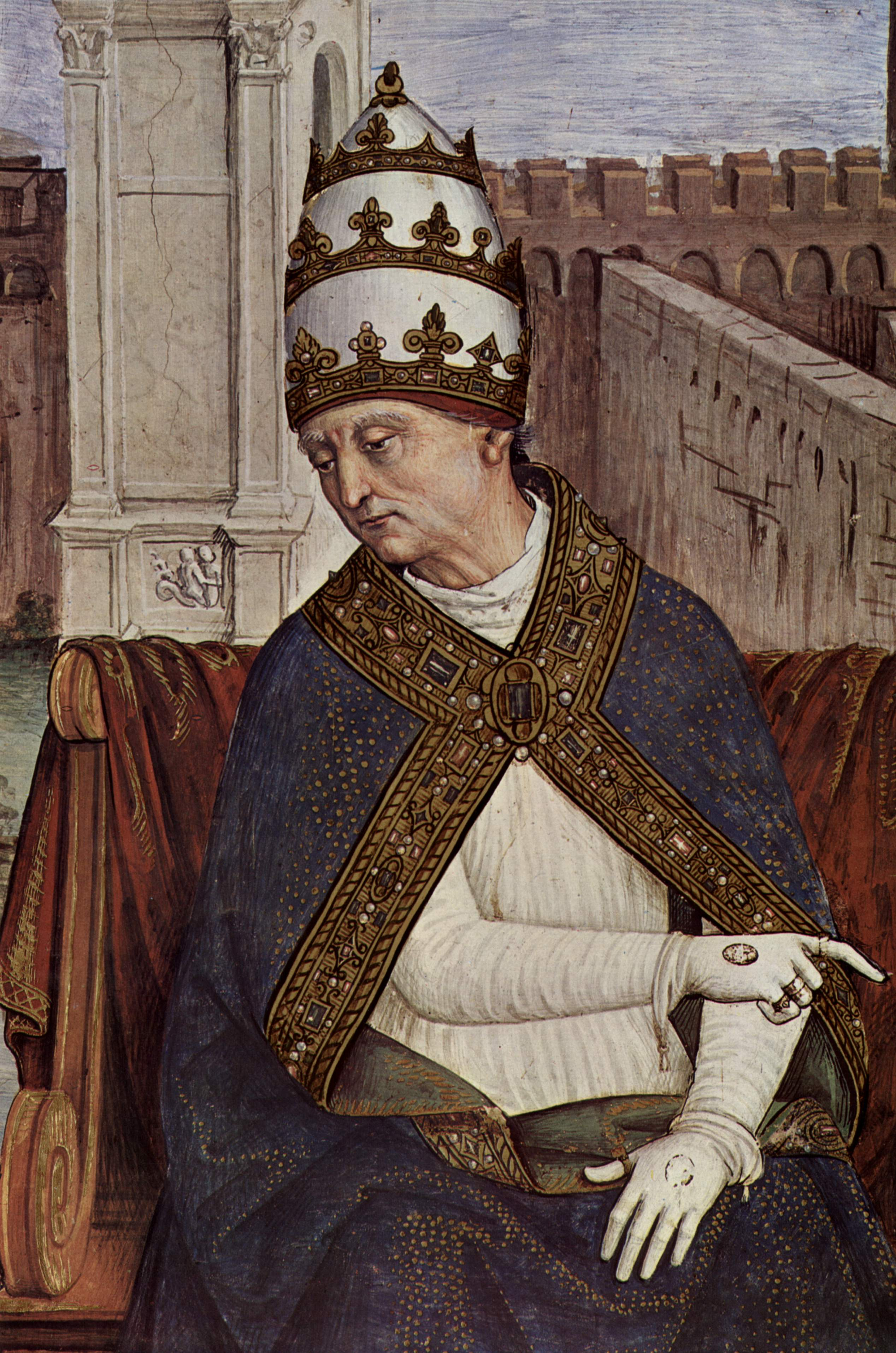
1458: Papst Pius II.

- 1458: Kardinal Enea Silvio de’ Piccolomini, ein früherer Lebemann und allseits gebildeter Dichterfürst, wird vom Konklave im Vatikan zum Nachfolger von Papst Calixt III. gewählt und nimmt den Namen Pius II. an.
- 1846: Die Gründungsversammlung der Weltweiten Evangelischen Allianz beginnt in London. Bis zum 1. September arbeiten 921 Christen aus zwölf Nationen und 52 reformatorischen Kirchen an der Schaffung eines internationalen Netzwerks aus nationalen und regionalen Allianzen evangelischer Christen.

### Katastrophen
- 1867: Ein Großbrand vernichtet fast ganz Johanngeorgenstadt.
- 1917: Der Großbrand in Thessaloniki erlischt. Die Altstadt ist zerstört, über 79.000 Menschen werden obdachlos.
- 1935: Bei einem Großbrand auf dem Berliner Messegelände während der internationalen Funkausstellung brennt unter anderem das Restaurant des Funkturms aus. Drei Menschen sterben.
- 1941: Südwestlich des Fastnet Rocks an der irischen Küste wird der britische Passagierdampfer Aguila von dem deutschen U-Boot U 201 versenkt. 157 Passagiere und Besatzungsmitglieder sterben.
- 1966: Ein Erdbeben bei Varto, Türkei, fordert ca. 2.500 Tote.
- 1980: Nach einer Notlandung in Riad, Saudi-Arabien, leitet die Besatzung des Saudia-Flugs 163 die Evakuierung der brennenden Lockheed L-1011 zu spät ein. Alle 301 Insassen kommen durch Brandgase ums Leben.

Kleinere Unglücksfälle sind in den Unterartikeln von Katastrophe und in der Liste von Katastrophen aufgeführt.

### Natur und Umwelt
- 1941: Auf Kodiak Island im Golf von Alaska wird das Schutzgebiet Kodiak National Wildlife Refuge gegründet.

### Sport

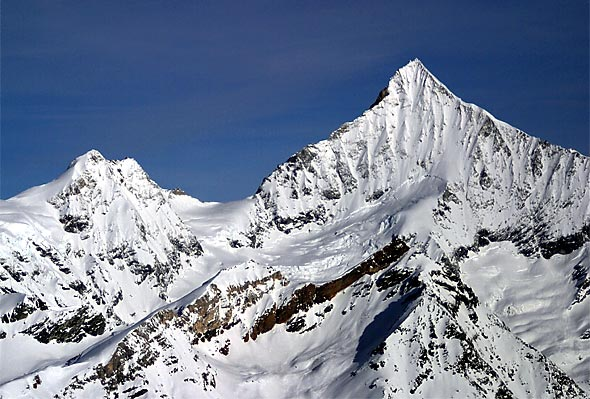
1861: Weisshorn

- 1573: Dem Bologneser Francesco De Marchi gelingt die Erstbegehung des Corno Grande, der höchsten Erhebung des Gran-Sasso-Massivs.
- 1861: Dem britischen Physiker John Tyndall, der unter anderem Gletscherbewegungen erforscht, gelingt mit zwei Bergführern die Erstbesteigung des Weisshorns in den Walliser Alpen.
- 2006: Die Basketball-Weltmeisterschaft in Japan beginnt.

Einträge von Leichtathletik-Weltrekorden befinden sich unter der jeweiligen Disziplin unter Leichtathletik.

## Geboren

### Vor dem 18. Jahrhundert
- 0232: Probus, römischer Kaiser
- 1398: Iñigo López de Mendoza, Marqués de Santillana y Conde del Real de Manzanares, spanischer Staatsmann und Dichter
- 1518: Kaspar Brusch, deutscher Humanist, Theologe, Historiker und Dichter
- 1521: Lodovico Guicciardini, italienischer Kaufmann, Kartograph, Humanist, Geograph, Politiker, Chronist und Schriftsteller
- 1539: Andreas Schato, deutscher Mathematiker, Physiker und Mediziner

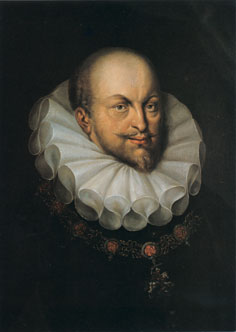
Friedrich I. (* 1557)

- 1557: Friedrich I., Herzog von Württemberg
- 1558: François de Bourbon, Fürst von Conti, Fürst von Chateau-Regnault, Ritter der königlichen Orden, Gouverneur und Heerführer
- 1591: Johann Georg von Herberstein, deutscher Bischof von Regensburg

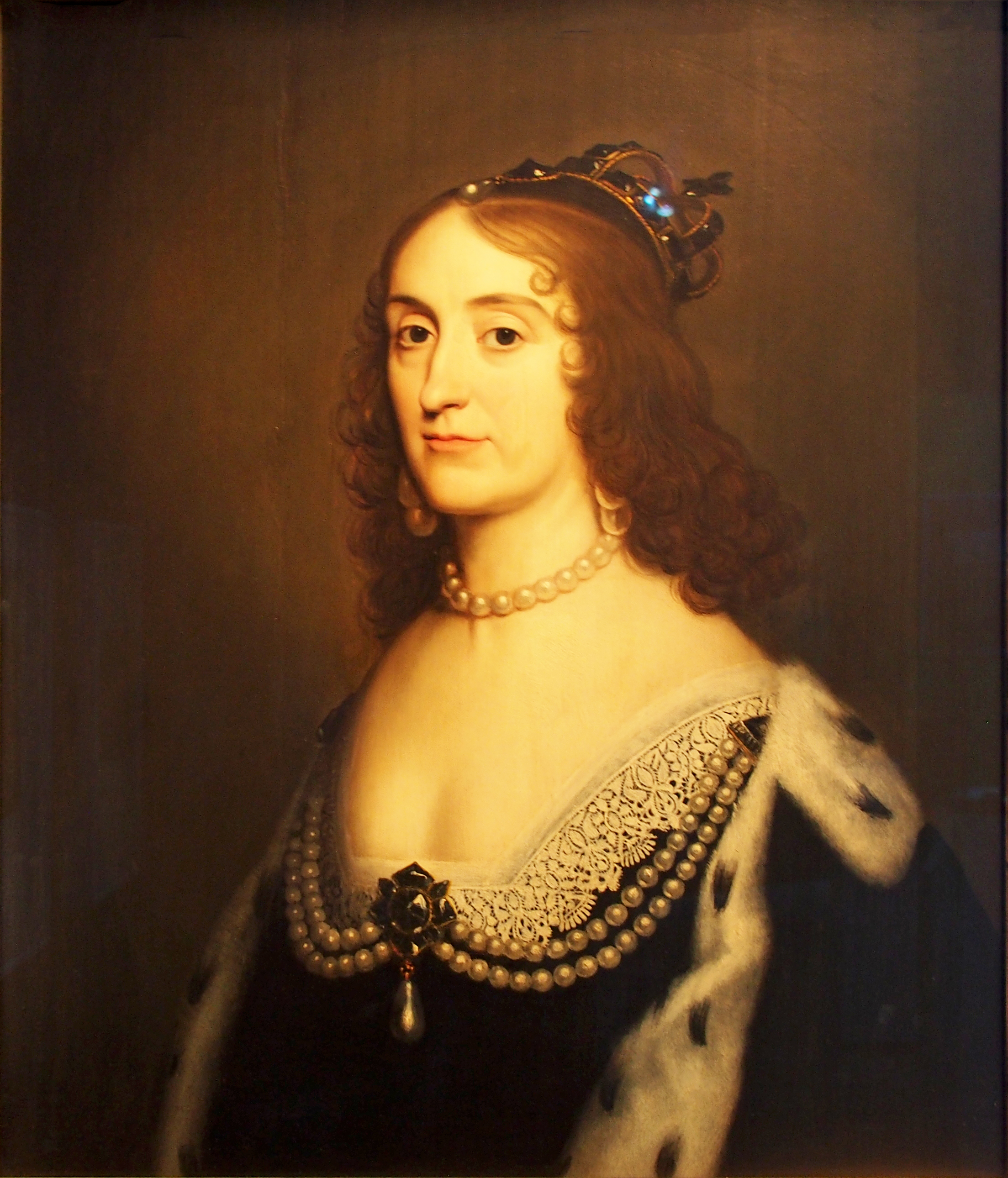
Elisabeth Stuart (* 1596)

- 1596: Elisabeth Stuart, Enkelin von Maria Stuart und Titularkönigin von Böhmen
- 1621: Gerbrand van den Eeckhout, niederländischer Maler
- 1623: Michael Heinrich Horn, deutscher Chemiker und Mediziner
- 1631: John Dryden, englischer Dichter, Literaturkritiker und Dramatiker

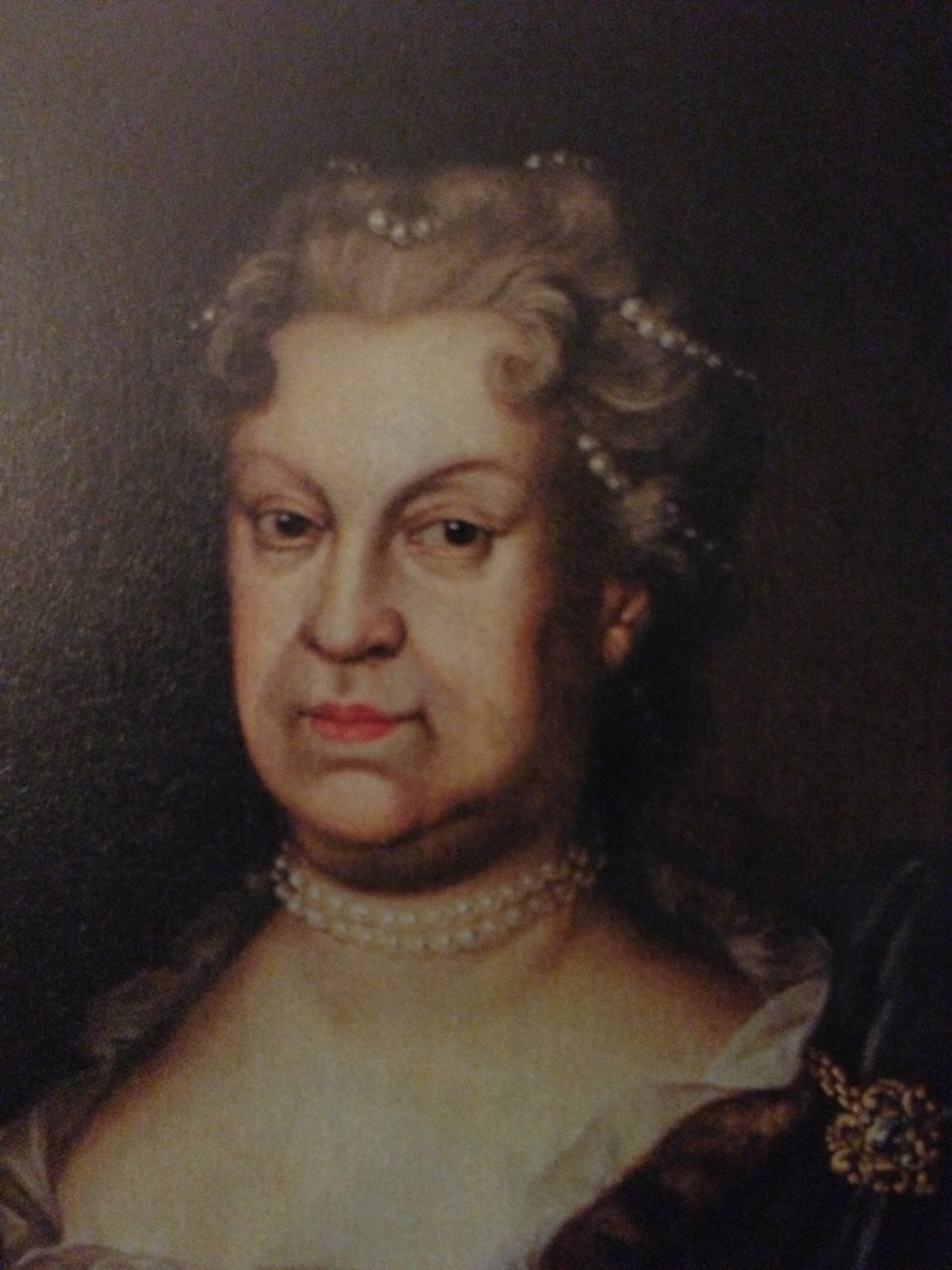
Aemilie Juliane von Schwarzburg-Rudolstadt (* 1637)

- 1637: Aemilie Juliane von Schwarzburg-Rudolstadt, deutsche Dichterin geistlicher Lieder
- 1646: John Flamsteed, englischer Astronom
- 1648: Johann Michael Bach, deutscher Komponist (Taufdatum)
- 1673: Jacob Paul von Gundling, deutscher Historiker
- 1689: Samuel Richardson, englischer Romancier

### 18. Jahrhundert
- 1703: Johann Jakob Michael Küchel, deutscher Architekt
- 1705: Johann Gottfried Biedermann, Genealoge für den fränkischen Raum
- 1708: Friedrich Gottfried Houck, deutscher Rechtswissenschaftler

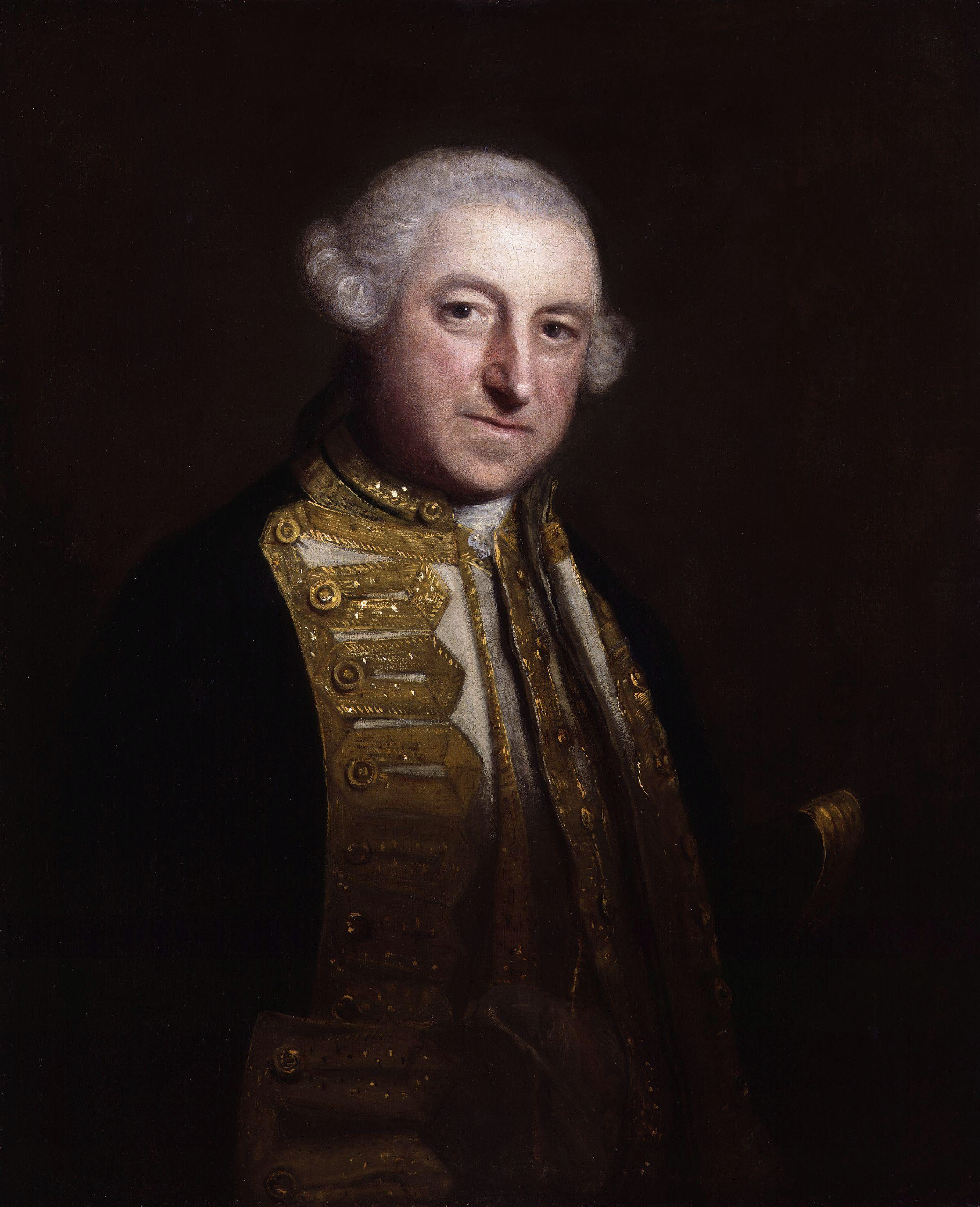
Edward Boscawen (* 1711)

- 1711: Edward Boscawen, britischer Admiral
- 1721: Philipp Friedrich Gmelin, deutscher Arzt, Botaniker und Chemiker
- 1727: Thomas Albrecht Pingeling, deutscher Kupferstecher
- 1730: Ephraim Paine, US-amerikanischer Politiker
- 1736: Gioacchino Martorana, sizilianischer Maler
- 1741: Szczepan Hołowczyc, Erzbischof von Warschau
- 1742: Jean Dauberval, französischer Tänzer und Choreograf
- 1743: Henricus Aeneae, niederländischer Wissenschaftler

Marie-Jeanne Bécu, comtesse du Barry (* 1743)

- 1743: Marie-Jeanne Bécu, comtesse du Barry, Mätresse König Ludwigs XV.
- 1745: Johan Gottlieb Gahn, schwedischer Chemiker
- 1748: Franz Regis Clet, französischer Missionar in China, Märtyrer, Heiliger
- 1750: Johann Georg August Galletti, deutscher Historiker und Geograph
- 1751: Samuel Prescott, Patriot im Amerikanischen Unabhängigkeitskrieg
- 1753: Matwei Iwanowitsch Platow, russischer General
- 1756: Auguste Marie Henri Picot de Dampierre, französischer General
- 1763: Johann Ludwig von Bourscheid, deutscher Rittergutsbesitzer, Offizier und Politiker
- 1757: Jean-Baptiste Annibal Aubert du Bayet, französischer Politiker und General
- 1777: Franz I., König beider Sizilien
- 1777: Karl Wilhelm Salice-Contessa, schlesischer Dichter der Romantik
- 1780: Pierre-Jean de Béranger, französischer Dichter und Chansonnier
- 1791: Friedrich Schüler, deutscher Jurist und demokratischer Politiker
- 1792: Edward Hincks, irischer Assyriologe, früher Entzifferer der Keilschrift
- 1797: Friedrich Jahn, deutscher Orgelbauer
- 1800: Michael Beer, deutscher Dramatiker

### 19. Jahrhundert

#### 1801–1850
- 1802: Hirsch Baer Fassel, österreichischer Rabbiner
- 1803: Carl Ludwig Arndts von Arnesberg, deutsch-österreichischer Jurist, Professor und Politiker, Mitglied der Frankfurter Nationalversammlung

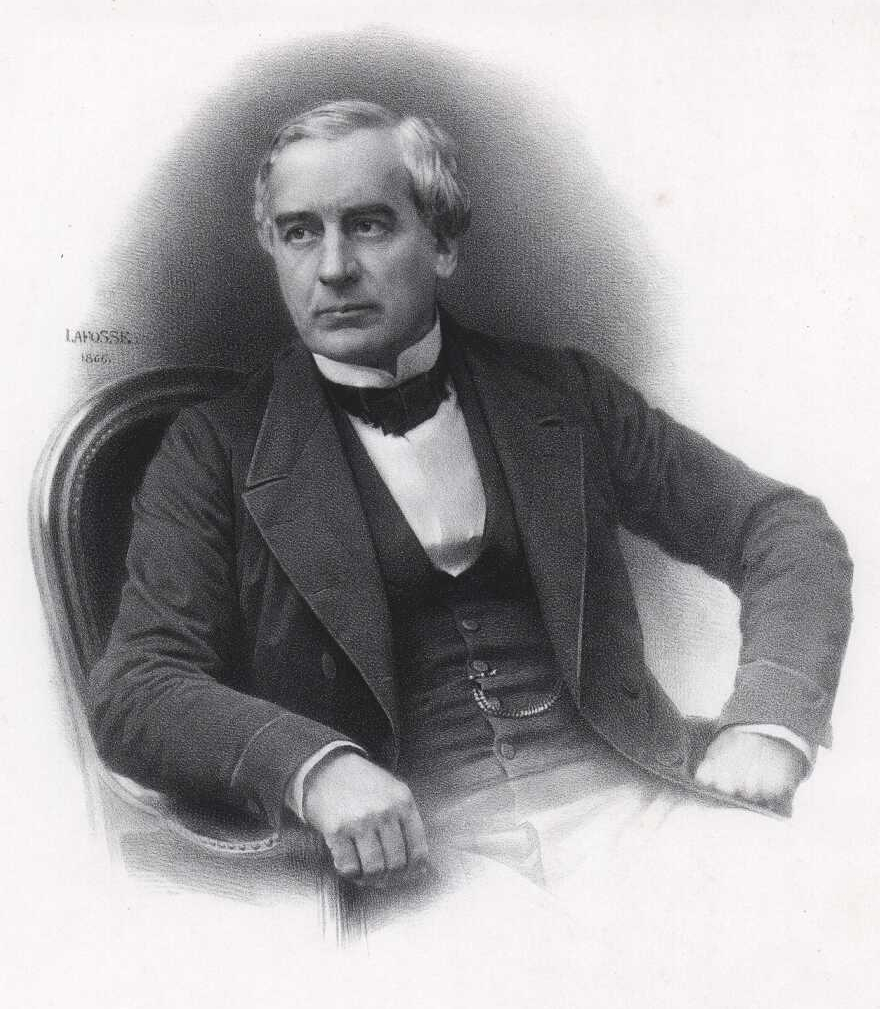
Jules Barthélemy-Saint-Hilaire (* 1805)

- 1805: Jules Barthélemy-Saint-Hilaire, französischer Gelehrter und Staatsmann
- 1805: Conrad von Rappard, deutscher Jurist, Mitglied der Frankfurter Nationalversammlung
- 1808: James Nasmyth, britischer Ingenieur und Astronom
- 1809: Heinrich Abeken, deutscher Theologe und preußischer Beamter
- 1809: Ludvig Kristensen Daa, norwegischer Politiker und Publizist
- 1809: Karl Gottfried Nadler, deutscher Jurist und Pfälzer Mundartdichter

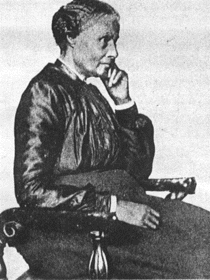
Mary Ellen Pleasant (* 1814)

- 1814: Mary Ellen Pleasant, US-amerikanische Unternehmerin und Bürgerrechtlerin
- 1819: Rudolf Lehmann, deutsch-britischer Maler
- 1819: Karl Lindemann-Frommel, französischer Landschaftsmaler, Zeichner und Lithograf
- 1819: Julius van Zuylen van Nijevelt, niederländischer Staatsmann
- 1824: Georg Goltermann, deutscher Cellist
- 1829: Jules René Bourguignat, französischer Malakologe
- 1830: Friedrich Ecklin, Schweizer evangelischer Geistlicher

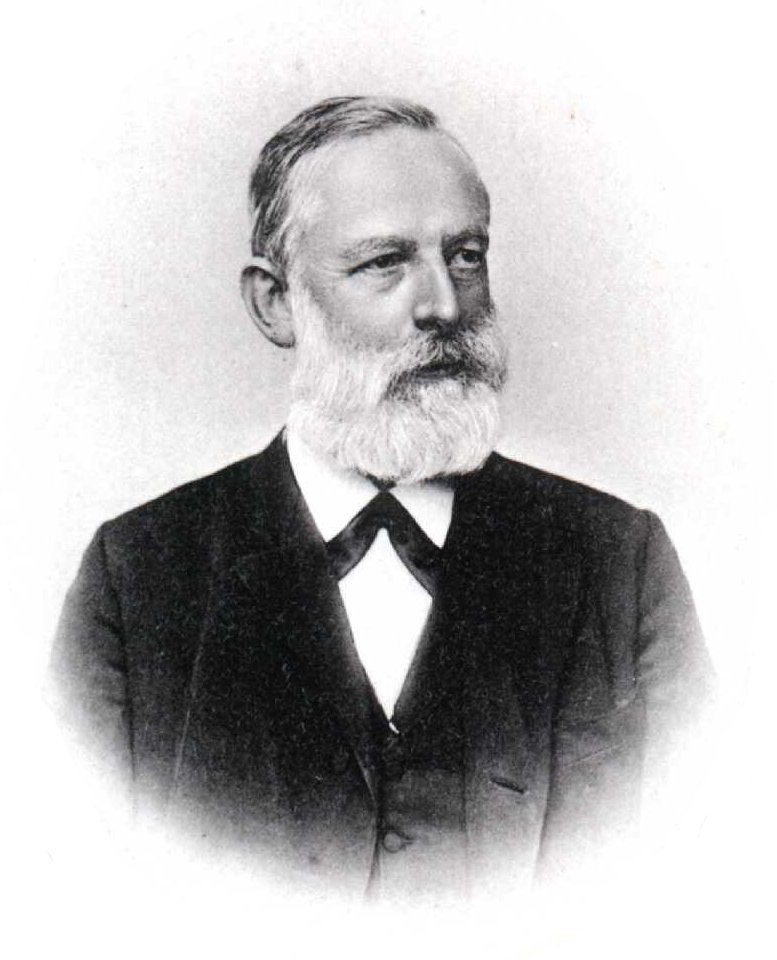
Lothar Meyer (* 1830)

- 1830: Lothar Meyer, deutscher Arzt und Chemiker
- 1833: Gustav von Golz, preußischer General
- 1833: Emil Oelbermann, deutscher Industrieller
- 1835: Julius Arnold, deutscher Pathologe
- 1836: Eugène Anthiome, französischer Komponist
- 1837: Ferdinando Gianella, Schweizer Ingenieur, Architekt und Politiker
- 1837: Heinrich Hansjakob, deutscher katholischer Pfarrer, badischer Heimatschriftsteller und Politiker
- 1840: Jeanna Bauck, schwedisch-deutsche Malerin
- 1843: Charles Montagu Doughty, britischer Schriftsteller und Forschungsreisender
- 1843: Cyrus I. Scofield, US-amerikanischer Jurist und Theologe
- 1844: Johann Hermann Eschenburg, deutscher Großkaufmann, Bürgermeister von Lübeck
- 1846: Luis Martín García, spanischer Ordensgeistlicher, 24. General des Jesuitenordens
- 1846: Bernhardine Schulze-Smidt, deutsche Schriftstellerin
- 1847: Joannes Chatin, französischer Zoologe und Botaniker
- 1848: Gustave Caillebotte, französischer Maler und Kunstsammler

#### 1851–1900
- 1853: Heinrich Beck, deutscher Verleger und Kommerzienrat
- 1853: Siegmund Seligmann, deutscher Kaufmann und Unternehmer
- 1854: Oskar Smreker, österreichischer Ingenieur
- 1855: Hugo Hartung, deutscher Architekt
- 1855: Robert Schmohl, deutscher Architekt
- 1856: Harold Frederic, US-amerikanischer Schriftsteller und Journalist
- 1856: Friedrich II., Herzog von Anhalt
- 1858: Sergei Alexejewitsch Korowin, russischer Maler und Illustrator

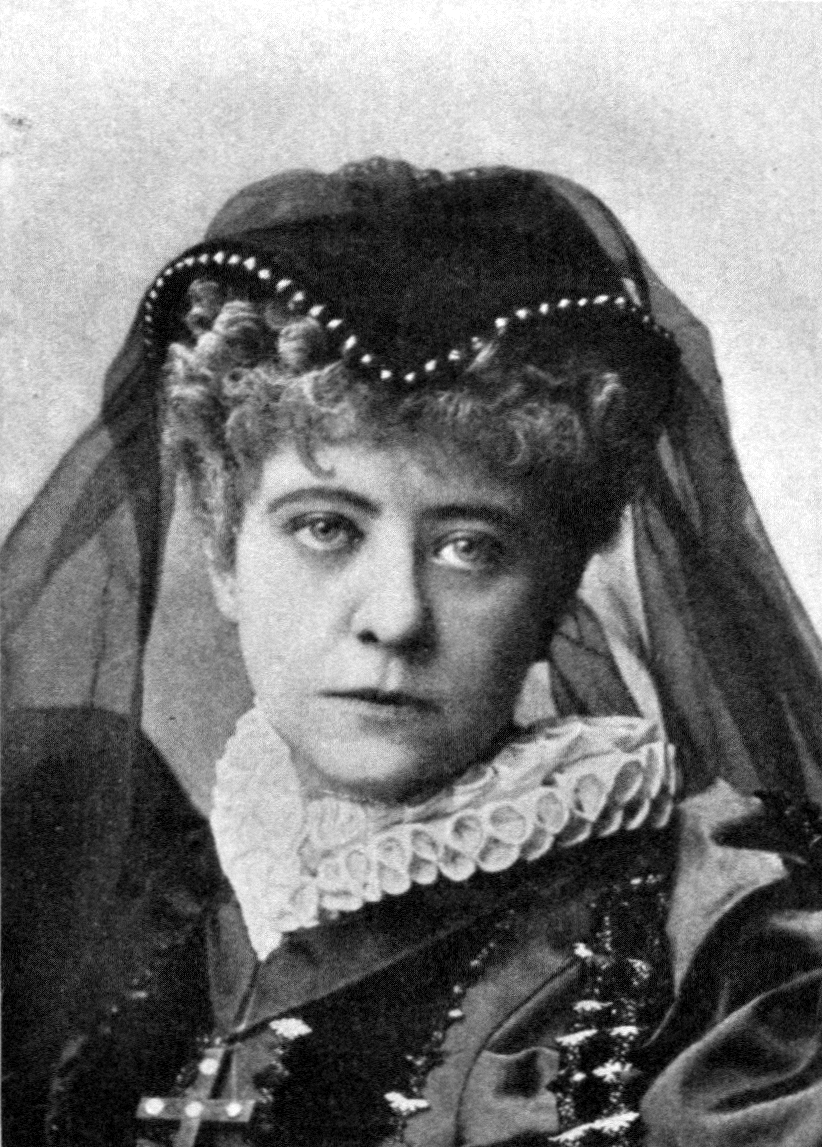
Adele Sandrock (* 1863)

- 1863: Adele Sandrock, deutsch-niederländische Schauspielerin
- 1864: Josef Engelhart, österreichischer Maler und Bildhauer

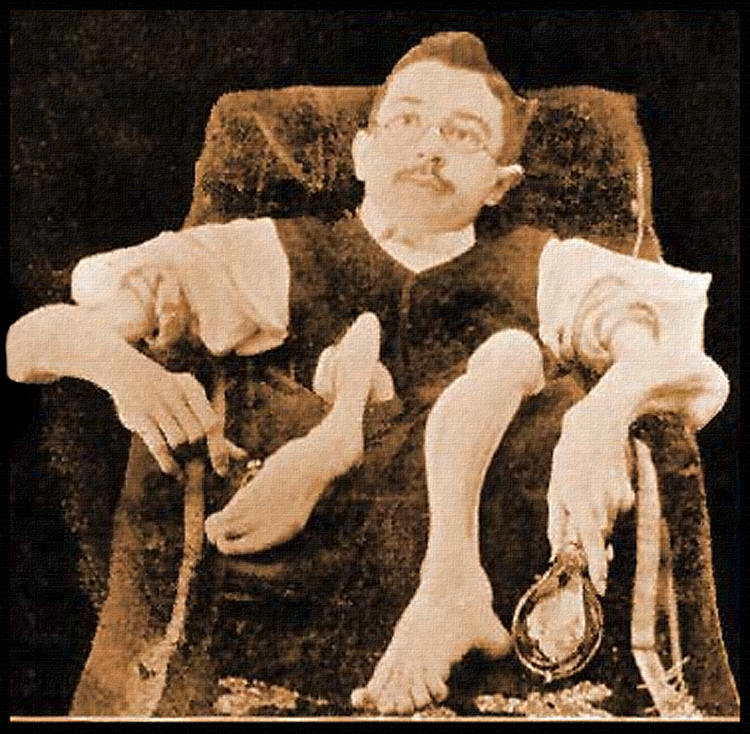
Ivannow Wladislaus von Dziarski-Orloff (* 1865)

- 1865: Ivannow Wladislaus von Dziarski-Orloff, Sideshow-Darsteller, „durchsichtiger“ Mann
- 1866: Thekla Skorra, deutsche Schriftstellerin, Holocaustopfer
- 1867: Eduard Euler, deutscher Maler
- 1867: Willis Linn Jepson, US-amerikanischer Botaniker
- 1869: Isidro Gomá y Tomás, spanischer Erzbischof von Toledo und Kardinal der römisch-katholischen Kirche
- 1869: Waldemar Titzenthaler, deutscher Fotograf
- 1870: Bernard Baruch, US-amerikanischer Finanzier und Börsenspekulant
- 1870: Jann Berghaus, deutscher Politiker, Regierungspräsident von Ostfriesland
- 1870: Michail Abramowitsch Morosow, russischer Industrieller, Historiker und Kunstsammler
- 1871: Orville Wright, US-amerikanischer Flugpionier und Flugzeugbauer

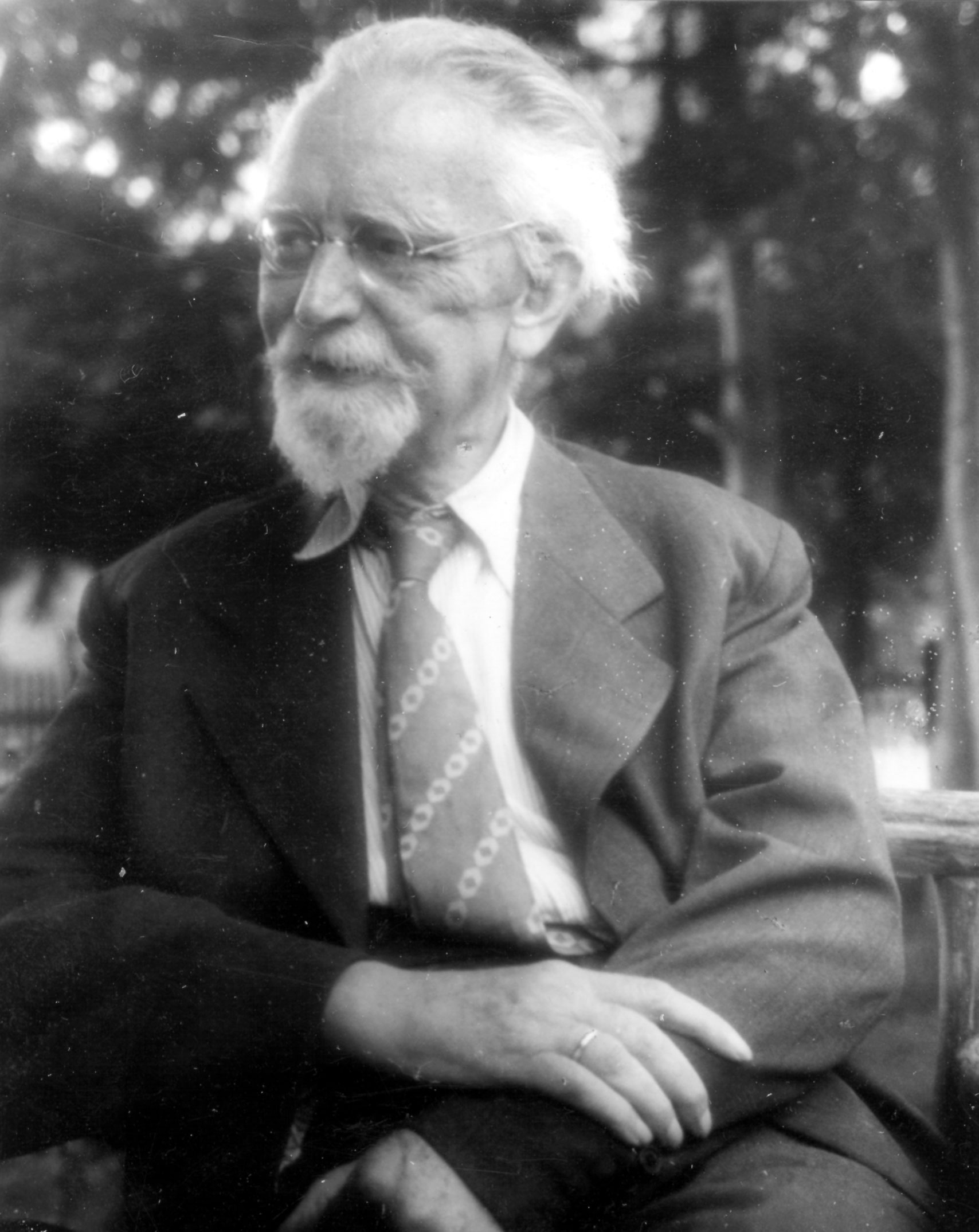
Friedrich von der Leyen (* 1873)

- 1873: Friedrich von der Leyen, deutscher Germanist
- 1876: Muriel Paget, britische Philanthropin
- 1878: Maria Herz, deutsche Pianistin und Komponistin
- 1878: Manuel Quezon, philippinischer Politiker
- 1878: György Sztantics, ungarischer Leichtathlet
- 1881: George Enescu, rumänischer Komponist, Violinist und Dirigent
- 1881: Eva von der Osten, deutsche Sopranistin
- 1882: Otto Steinwachs, deutscher Weihbischof der alt-katholischen Kirche

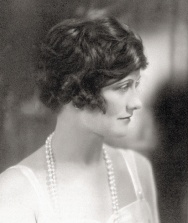
Coco Chanel (* 1883)

- 1883: Coco Chanel, französische Modeschöpferin
- 1883: Richard Pellengahr, deutscher General
- 1885: Werner Elert, deutscher evangelischer Theologe
- 1886: Louis Abit, französischer Automobilrennfahrer
- 1886: Robert Heger, deutscher Dirigent, Komponist und Hochschullehrer
- 1886: Paul Preuß, österreichischer Alpinist
- 1889: Arthur Waley, britischer Sinologe
- 1890: Auguste Viktoria von Hohenzollern, deutsche Ehefrau des letzten Königs von Portugal
- 1890: Konrad Knudsen, norwegischer Journalist und Politiker
- 1891: Milton Lasell Humason, US-amerikanischer Astronom
- 1891: Ernst Möller, deutscher Fußballspieler
- 1892: Maurice Benoist, französischer Automobilrennfahrer
- 1892: Viktoria Steinbiß, deutsche Politikerin, MdB
- 1893: Richard Reitzner, deutscher Politiker
- 1894: Hermann Jahrreiß, deutscher Professor für Rechtswissenschaften

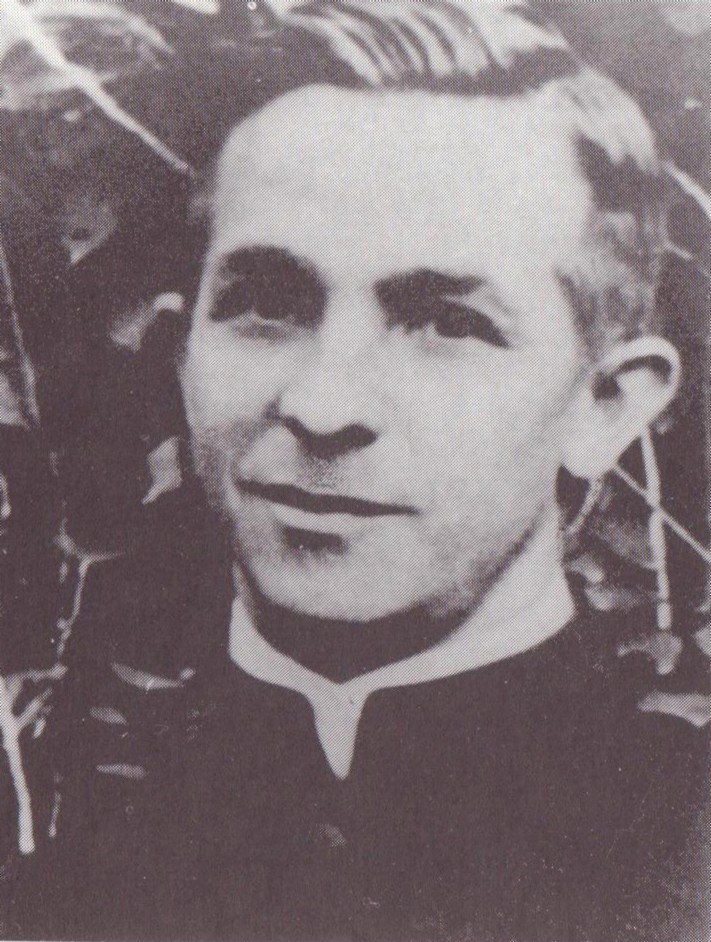
Joseph Müller (* 1894)

- 1894: Joseph Müller, deutscher Priester und Seelsorger, Gegner und Opfer des Nationalsozialismus
- 1895: Arnolt Bronnen, deutschsprachiger Schriftsteller
- 1896: Josef Kammhuber, deutscher General der Luftwaffe
- 1896: Walter Lang, Schweizer Komponist, Pianist und Musikpädagoge
- 1897: Arthur Frey, Schweizer Politiker
- 1897: Ilse Thouret, deutsche Motorrad- und Automobilrennfahrerin, Sportlerin sowie Sportjournalistin
- 1897: Roman Vishniac, US-amerikanischer Biologe und Fotograf, Pionier der Wissenschaftsfotografie
- 1898: Walter Burkhard, Schweizer Tiefbauingenieur
- 1898: Gerhard Storz, deutscher Schriftsteller und Wissenschaftler, Kultusminister von Baden-Württemberg
- 1899: Anton Powolny, österreichischer Fußballspieler
- 1899: Oluf Rygh, norwegischer Archäologe und Ortsnamenforscher
- 1899: Karl Gero von Urach, deutscher Adliger, Oberhaupt des Hauses von Urach

### 20. Jahrhundert

#### 1901–1925
- 1902: Elizabeth Frances Cope, US-amerikanische Mathematikerin
- 1902: Ogden Nash, US-amerikanischer Lyriker
- 1903: Ludwig Apfelbeck, österreichischer Ingenieur und Konstrukteur von Verbrennungsmotoren
- 1903: César Moro, peruanischer Lyriker und surrealistischer Maler
- 1903: Johann Ludwig Trepulka, österreichischer Komponist und Pianist
- 1905: Karl Walther, deutscher Maler
- 1906: Philo Farnsworth, US-amerikanischer Ingenieur und Erfinder
- 1906: Leonid Wassiljewitsch Solowjow, russischer Schriftsteller und Drehbuchautor

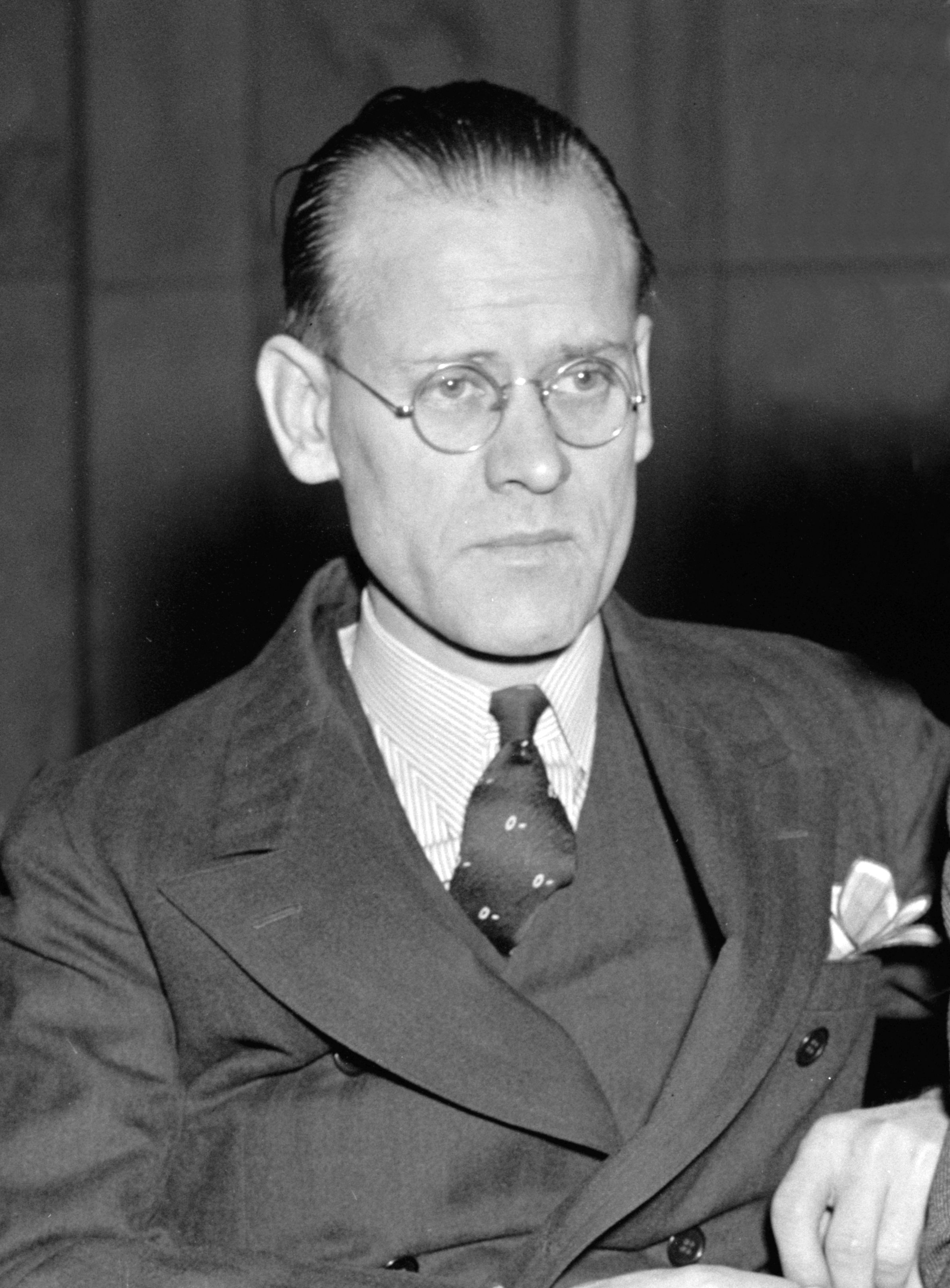
Philo Farnsworth (* 1906)

- 1907: Humphrey Jennings, britischer Dokumentarfilmer
- 1907: Friedrich Jungblut, deutsch-österreichischer Eisschnellläufer
- 1908: Johannes Gohl, deutscher Offizier
- 1909: Jerzy Andrzejewski, polnischer Schriftsteller
- 1910: Rudolf Svedberg, schwedischer Ringer
- 1912: Kurt Seeleke, deutscher Kunsthistoriker und Landeskonservator des Landes Braunschweig

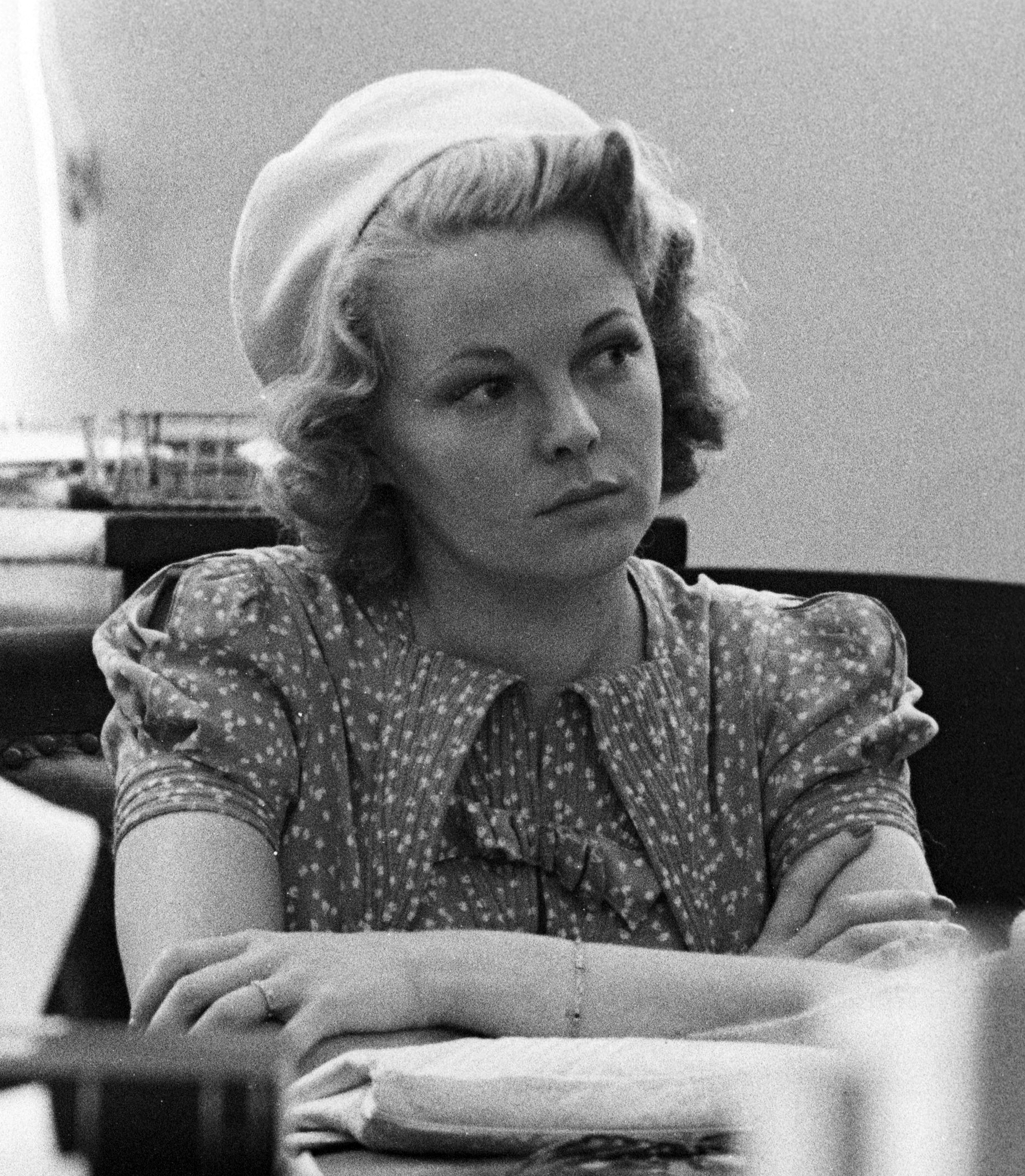
Constance Worth (* 1912)

- 1912: Constance Worth, australische Schauspielerin
- 1913: John Argyris, griechischer Professor und Institutsgründer
- 1913: Philipp von Bismarck, deutscher Politiker, MdB
- 1914: Lajos Baróti, ungarischer Fußballspieler und -trainer

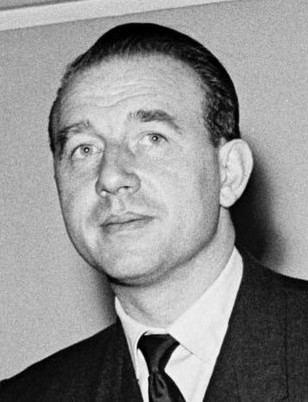
Raymond Marcellin (* 1914)

- 1914: Raymond Marcellin, französischer Politiker
- 1915: Jay M. Gould, US-amerikanischer Ökonom, Statistiker, Epidemiologe und Autor
- 1916: Dennis Poore, britischer Automobilrennfahrer
- 1917: Laurence Aarons, australischer Politiker
- 1917: Heinz Benthien, deutscher Tischtennisspieler
- 1918: Bjørn Egge, norwegischer Generalmajor und Widerstandskämpfer
- 1918: Shankar Dayal Sharma, indischer Politiker und Staatspräsident
- 1919: Maurycy Janowski, deutscher Schriftsteller, Drehbuchautor und Dramaturg
- 1919: Alfred Schrick, deutscher Schriftsteller
- 1920: Paul Kont, österreichischer Komponist
- 1920: Siegfried Seibt, deutscher Schauspieler

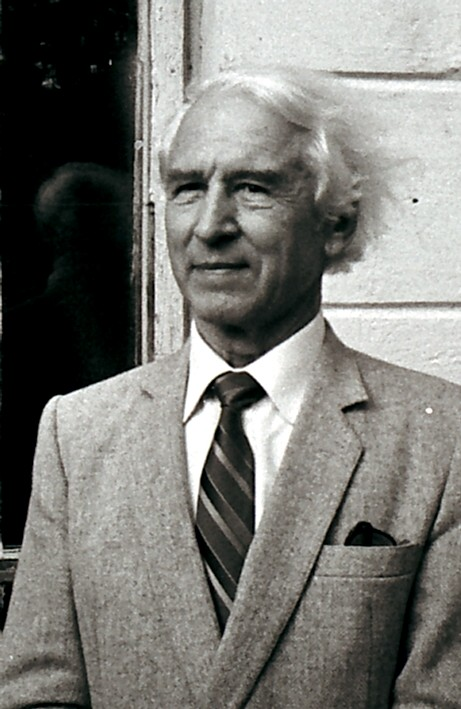
Jonas Algirdas Antanaitis (* 1921)

- 1921: Jonas Algirdas Antanaitis, litauischer Politiker
- 1921: Gene Roddenberry, US-amerikanischer Drehbuchautor
- 1922: Pol Anoul, belgischer Fußballspieler
- 1922: Hans Adolf Halbey, deutscher Dichter und Lyriker
- 1923: Erik Aalbæk Jensen, dänischer Schriftsteller

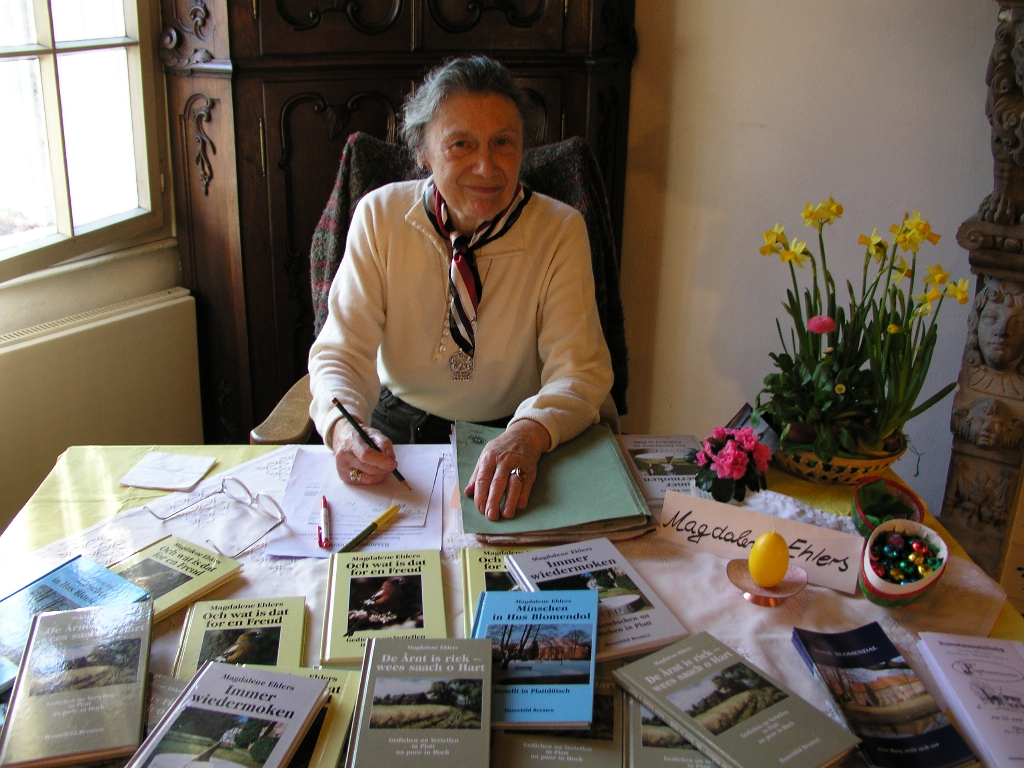
Magdalene Ehlers (* 1923)

- 1923: Magdalene Ehlers, deutsche Autorin, Dichterin und Schriftstellerin
- 1924: Willard Boyle, kanadischer Physiker, Nobelpreisträger
- 1925: Claude Gauvreau, kanadischer Schriftsteller
- 1925: Lotte Köhler, deutsche Psychoanalytikerin und Unternehmerin
- 1925: Ottokar Runze, deutscher Regisseur, Produzent, Schauspieler

#### 1926–1950
- 1926: Johnny Boyd, US-amerikanischer Automobilrennfahrer
- 1927: Emil Cimiotti, deutscher Bildhauer
- 1928: Heinz Beck, deutscher Fußballspieler
- 1928: Norman Brooks, kanadischer Sänger
- 1929: Ion N. Petrovici, deutscher Neurologe
- 1929: Gerd Wedler, deutscher Chemiker

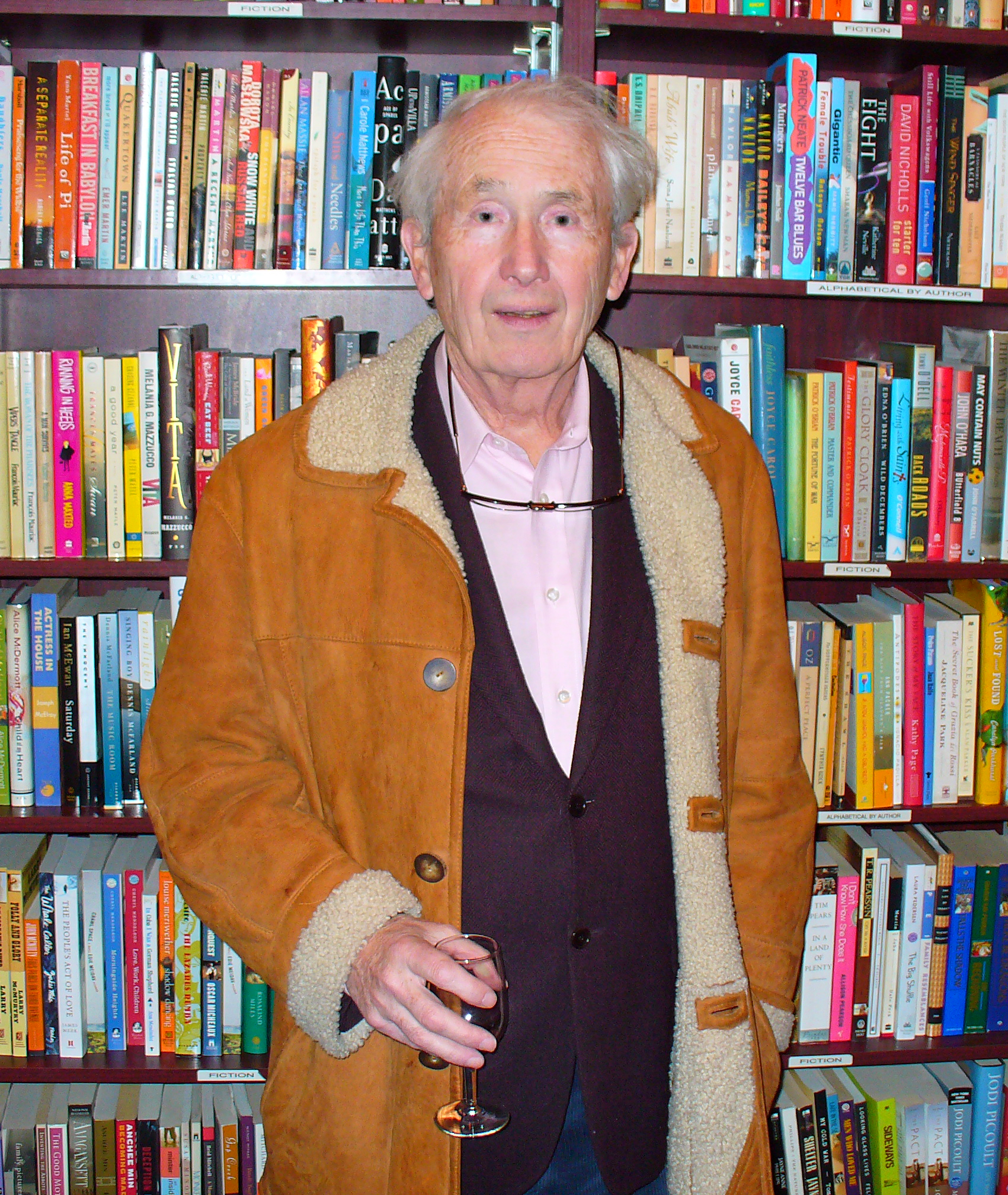
Frank McCourt (* 1930)

- 1930: Frank McCourt, US-amerikanischer Autor irischer Abstammung
- 1930: Józef Świder, polnischer Komponist
- 1931: Aldo Eminente, französischer Schwimmer
- 1931: Marianne Koch, deutsche Schauspielerin
- 1932: Rolf Graf, Schweizer Radrennfahrer
- 1932: Banharn Silpa-archa, thailändischer Bauunternehmer und Politiker, Minister, Ministerpräsident
- 1932: Hans-Joachim Weimann, deutscher Forstwissenschaftler
- 1933: Debra Paget, US-amerikanische Schauspielerin
- 1934: Monique Jacot, Schweizer Fotografin und Künstlerin
- 1934: Ronald Jones, britischer Sprinter und Fußballfunktionär
- 1934: Michael Naura, deutscher Jazzmusiker und -journalist
- 1935: Martin Birrane, irischer Unternehmer und Automobilrennfahrer
- 1935: Story Musgrave, US-amerikanischer Astronaut
- 1937: Niall Andrews, irischer Politiker, Staatsminister, MdEP
- 1937: Peter Kauffold, deutscher Politiker, Mitglied der Volkskammer, Parlamentarischer Staatssekretär, MdL, Landesminister

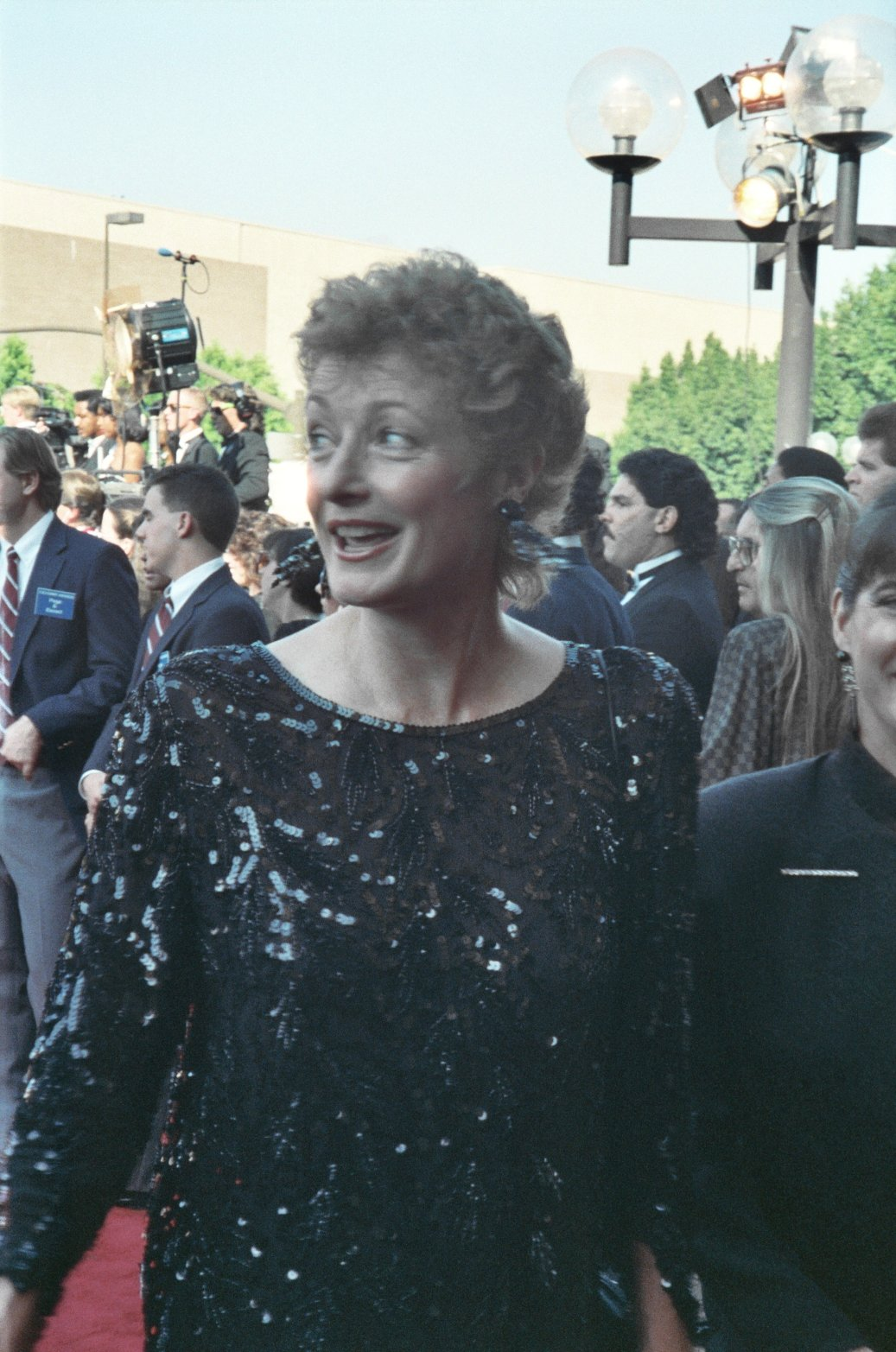
Diana Muldaur (* 1938)

- 1938: Diana Muldaur, US-amerikanische Schauspielerin
- 1939: Ginger Baker, britischer Schlagzeuger
- 1939: Max Lorenz, deutscher Fußballspieler
- 1940: Jill St. John, US-amerikanische Schauspielerin
- 1940: Johnny Nash, US-amerikanischer Pop- und Reggaemusiker
- 1940: Axel Schmidt, deutscher Englischhornist und Oboist
- 1941: Gerd vom Bruch, deutscher Fußballtrainer
- 1941: Roswitha Esser, deutsche Kanutin
- 1942: Gerda Kupferschmied, deutsche Hochspringerin
- 1942: Glenn McConkey, US-amerikanische Skirennläuferin
- 1942: Fred Thompson, US-amerikanischer Schauspieler und Politiker, Senator
- 1943: Bruce A. Ackerman, US-amerikanischer Philosoph
- 1943: Don Fardon, britischer Sänger
- 1944: Bernardo Baraj, argentinischer Jazzsaxophonist
- 1944: Jakob von Uexküll, schwedisch-deutscher Philatelist, Publizist und Umweltaktivist, Stifter des alternativen Nobelpreises, MdEP
- 1945: Ian Gillan, britischer Rocksänger
- 1945: Lars-Viggo Jensen, dänischer Automobilrennfahrer

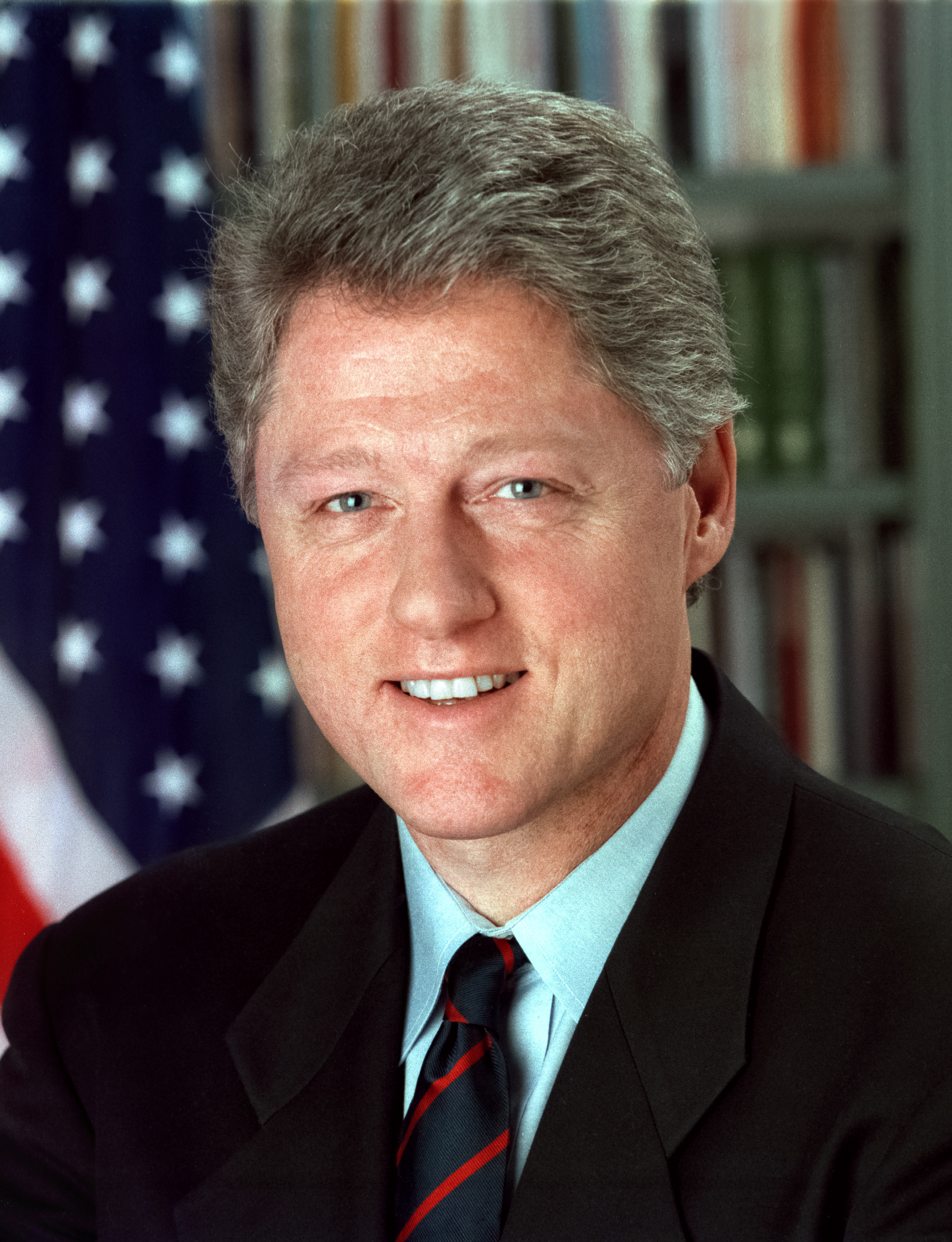
Bill Clinton (* 1946)

- 1946: Bill Clinton, US-amerikanischer Politiker, Gouverneur von Arkansas, Staatspräsident
- 1946: Willi Lemke, deutscher Politiker und Fußballfunktionär, Senator in Bremen
- 1947: Erinna König, deutsche Künstlerin
- 1947: Gerald McRaney, US-amerikanischer Schauspieler
- 1948: Robert Hughes, australischer Schauspieler
- 1948: Tommy Söderberg, schwedischer Fußballtrainer
- 1949: Erika Skrotzki, deutsche Schauspielerin
- 1949: Stephen Bronner, US-amerikanischer Politologe und Philosoph
- 1950: Anita Ammersfeld, österreichische Sopranistin, Schauspielerin und Theaterdirektorin
- 1950: Jürgen Bähringer, deutscher Fußballspieler

#### 1951–1975
- 1951: John Deacon, britischer Musiker
- 1951: Brenda Hampton, US-amerikanische Drehbuchautorin und Filmproduzentin
- 1951: Rüdiger Lucassen, deutscher Offizier und Politiker
- 1951: Gustavo Santaolalla, argentinischer Musikproduzent, Komponist und Songschreiber
- 1951: Jean-Luc Mélenchon, französischer sozialistischer Politiker

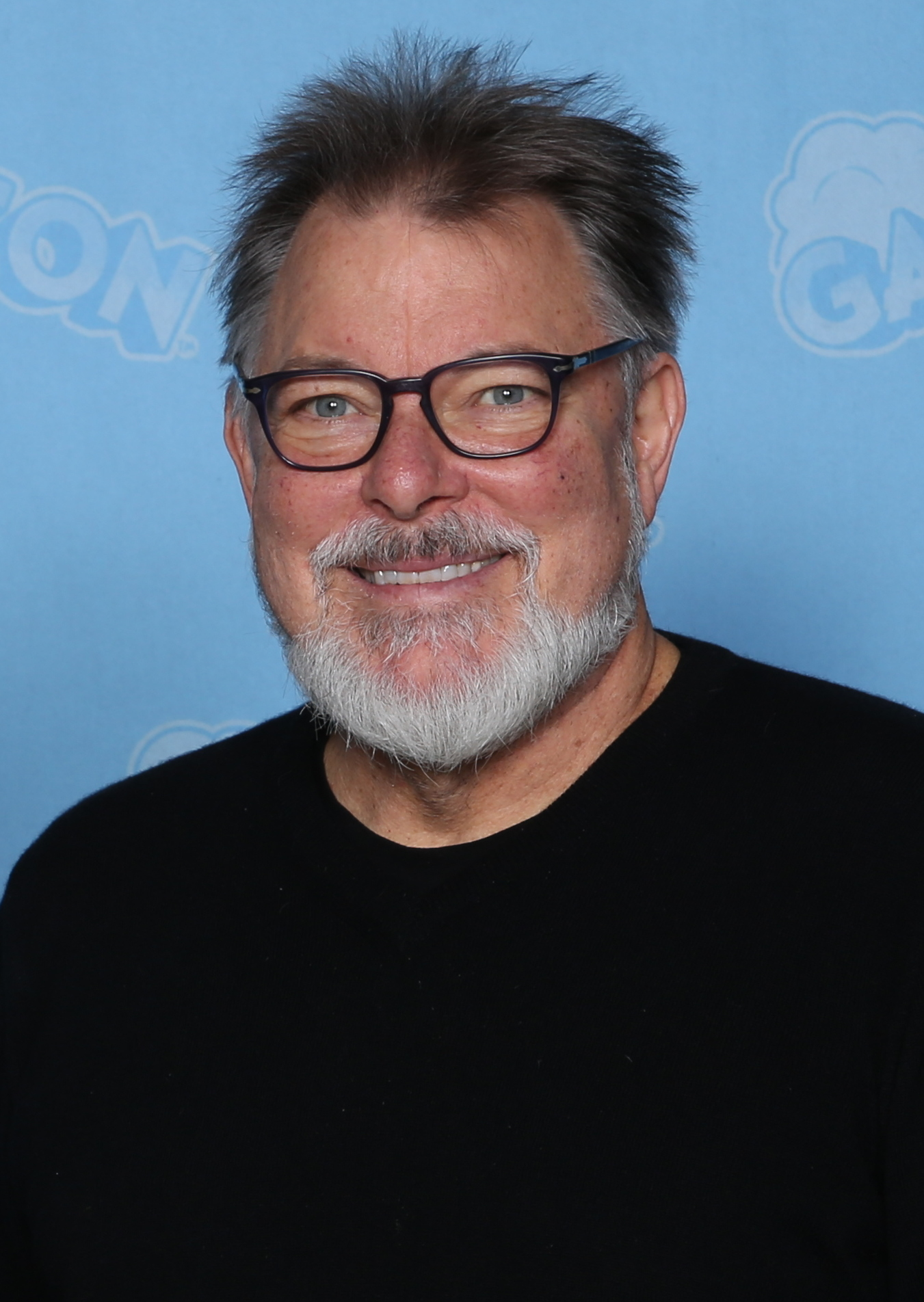
Jonathan Frakes (* 1952)

- 1952: Jonathan Frakes, US-amerikanischer Schauspieler und Regisseur
- 1952: Gabriela Grillo, deutsche Unternehmerin und Dressurreiterin
- 1952: Bodo Hombach, deutscher Politiker, Bundesminister für besondere Aufgaben
- 1952: David Munyon, US-amerikanischer Singer-Songwriter und Gitarrist
- 1953: Franz Xaver Kirschner, deutscher Politiker und Unternehmer
- 1953: Nanni Moretti, italienischer Regisseur, Produzent und Schauspieler
- 1954: Roger Kusch, deutscher Politiker, Justizsenator von Hamburg
- 1954: Oscar Larrauri, argentinischer Automobilrennfahrer
- 1955: Peter Gallagher, US-amerikanischer Schauspieler
- 1955: Cindy Nelson, US-amerikanische Skiläuferin
- 1956: Adam Arkin, US-amerikanischer Schauspieler

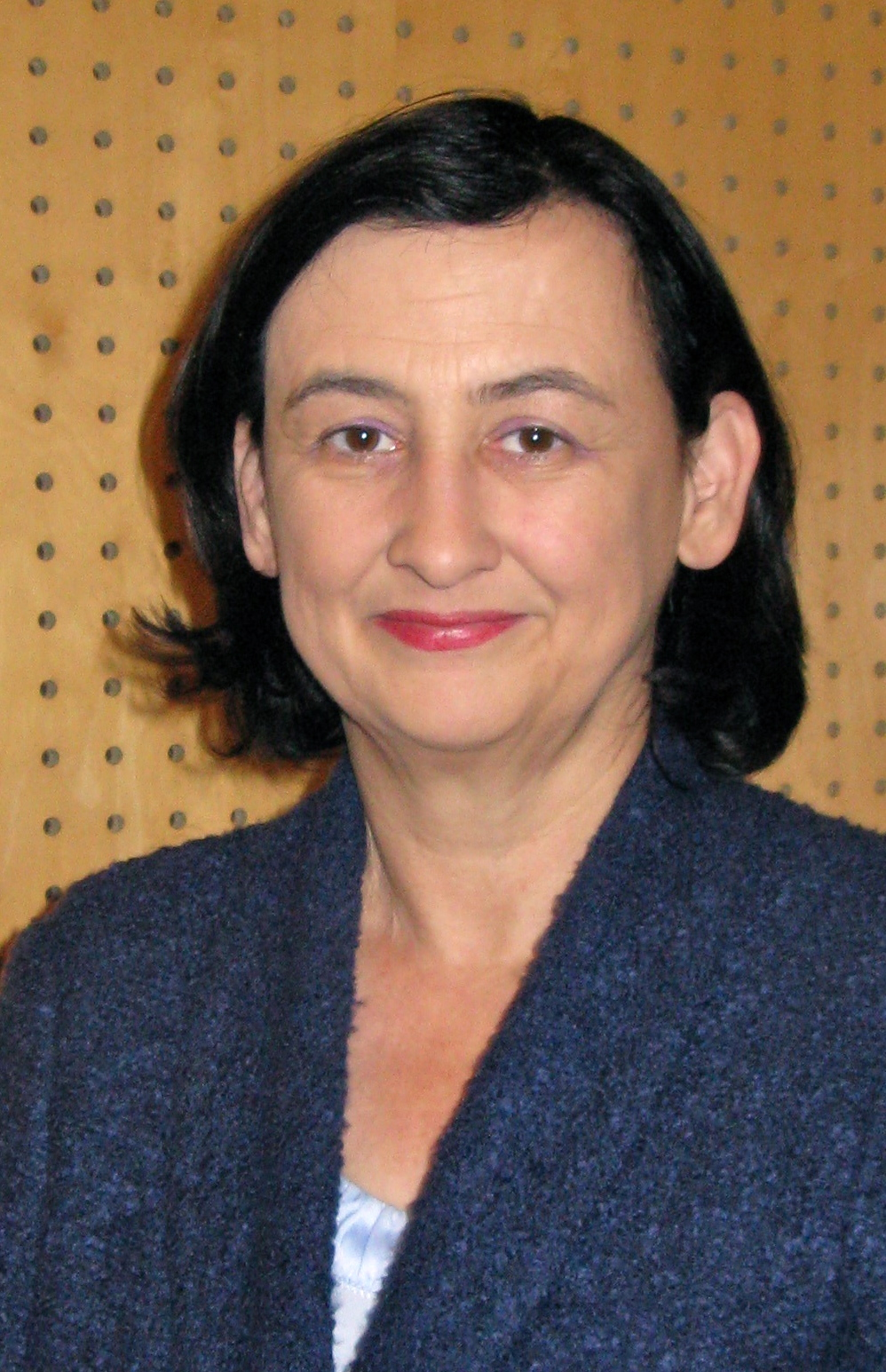
Maria Berger (* 1956)

- 1956: Maria Berger, österreichische Politikerin, MdEP
- 1956: Konstantin Alexejewitsch Sweschnikow, russischer Physiker
- 1957: Rudi Bommer, deutscher Fußballspieler und -trainer
- 1957: Martin Donovan, US-amerikanischer Schauspieler
- 1957: Klaus Heidegger, österreichischer Skirennläufer
- 1957: Engelbert Hüging, deutscher Tischtennisspieler
- 1957: Cesare Prandelli, italienischer Fußballspieler und -trainer
- 1957: Márta Sebestyén, ungarische Volksliedsängerin
- 1958: Leo Korn, österreichischer Sänger
- 1958: Anthony Muñoz, US-amerikanischer American-Football-Spieler
- 1959: Alexander Groß, deutscher Eishockeyspieler
- 1959: Maridalia Hernández, dominikanische Sängerin
- 1960: Morten Andersen, dänischer American-Football-Spieler
- 1960: Manfred Auster, deutscher Diplomat
- 1961: Jonathan Coe, englischer Schriftsteller
- 1961: Leszek Górski, polnischer Schwimmer
- 1961: Darryl Wills, US-amerikanischer Automobilrennfahrer
- 1962: Valérie Kaprisky, französische Schauspielerin
- 1962: Joerg Kressig, Schweizer Fernsehansager
- 1962: Bernd Lucke, deutscher Ökonom und Politiker
- 1962: Michelangelo Rampulla, italienischer Fußballtorwart
- 1962: Jeannot Sanavia, luxemburgischer Komponist und Kontrabassist

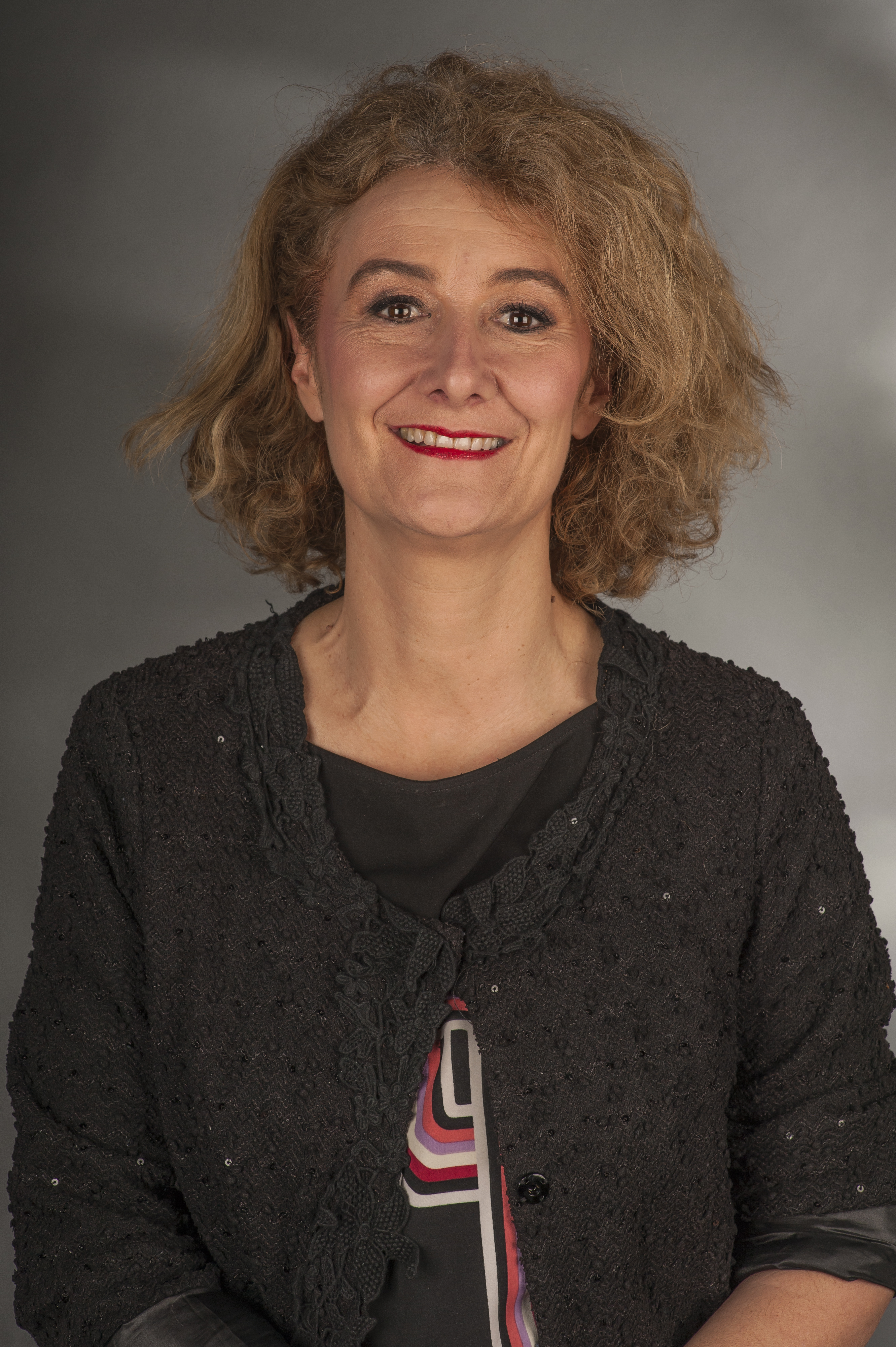
Sophie Auconie (* 1963)

- 1963: Sophie Auconie, französische Politikerin
- 1963: Bonnie Bianco, US-amerikanische Sängerin, Songschreiberin und Schauspielerin
- 1963: Matthias Grüne, deutscher Generalarzt des Heeres der Bundeswehr
- 1963: John Stamos, US-amerikanischer Schauspieler
- 1963: Joey Tempest, schwedischer Sänger
- 1964: Amy Hennig, US-amerikanische Videospieldirektorin und Drehbuchautorin
- 1964: Richard Herrey, schwedischer Sänger
- 1964: Joseph F. Kahn, US-amerikanischer Journalist
- 1964: Andreas Kindl, deutscher Diplomat
- 1964: Rainer Pariasek, österreichischer Sportmoderator
- 1964: Jari Pasanen, deutsch-finnischer Eishockeyspieler und -trainer
- 1964: Valeria Ränik, estnische Schriftstellerin
- 1964: Pete Ricketts, US-amerikanischer Politiker
- 1964: Axel Roos, deutscher Fußballspieler und Fußballtrainer
- 1964: Franz Sadjak, österreichischer Fußballspieler
- 1964: Omri Scharon, israelischer Landwirt und Politiker
- 1964: Christoph Schrewe, deutscher Film- und Fernsehregisseur
- 1964: Claudia Wiener, deutsche Altphilologin
- 1965: Maria de Medeiros, portugiesische Schauspielerin, Sängerin, Regisseurin und Drehbuchautorin
- 1965: Kyra Sedgwick, US-amerikanische Schauspielerin
- 1965: Marc Walder, Schweizer Journalist
- 1966: Shelby Cannon, US-amerikanischer Tennisspieler
- 1966: Armin Wolf, österreichischer Fernsehmoderator
- 1966: Lee Ann Womack, US-amerikanische Country-Sängerin
- 1967: Said al-Uwairan, saudi-arabischer Fußballspieler
- 1967: Frédérique Huydts, niederländische Schauspielerin
- 1968: Uli Gaulke, deutscher Regisseur, Autor und Kameramann
- 1968: Anke Heinig, deutsche Tennisspielerin
- 1969: Nate Dogg, US-amerikanischer R&B-Sänger, -Musiker und Rapper
- 1969: Daniel Giubellini, Schweizer Turner
- 1969: Anuschka Gläser, deutsche Eiskunstläuferin
- 1969: Matthew Perry, US-amerikanischer Schauspieler
- 1969: Clay Walker, US-amerikanischer Country-Sänger
- 1970: Fat Joe, US-amerikanischer Rapper
- 1970: Heike Balck, deutsche Leichtathletin
- 1971: João Pinto, portugiesischer Fußballspieler
- 1971: Guido Cantz, deutscher Komiker
- 1971: Mary Joe Fernández, US-amerikanische Tennisspielerin
- 1971: Giovanni Martusciello, italienischer Fußballspieler und -trainer
- 1971: Lucie Tomková, tschechoslowakische Schauspielerin
- 1972: Nobuyuki Anzai, japanischer Manga-Zeichner
- 1972: Stefan Keuter, deutscher Betriebswirt und Politiker
- 1973: Marco Materazzi, italienischer Fußballspieler

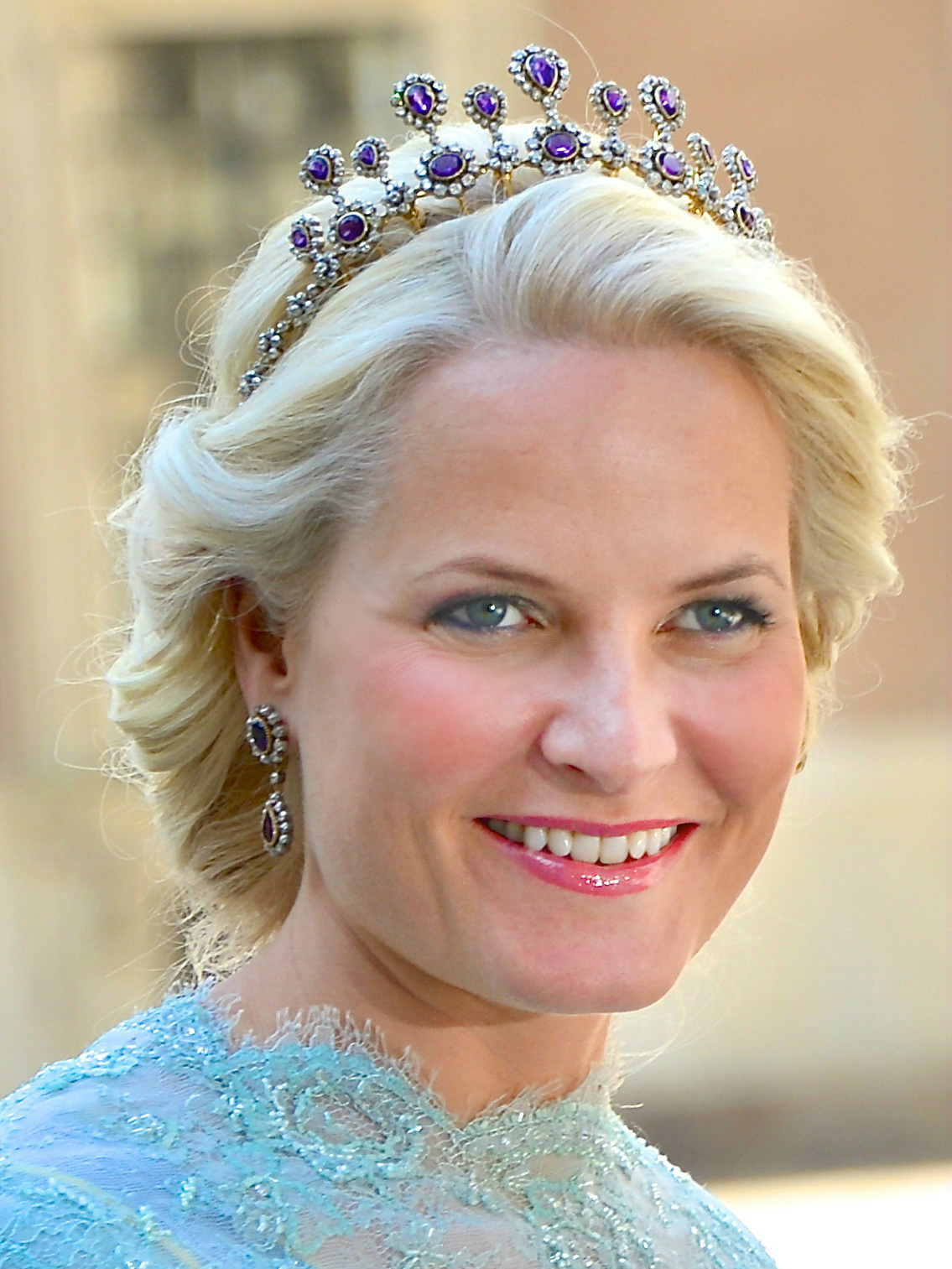
Mette-Marit (* 1973)

- 1973: Mette-Marit, norwegische Kronprinzessin
- 1974: Charli Baltimore, US-amerikanische Rapperin und Modell
- 1974: Laila Bokhari, norwegische Politikwissenschaftlerin und Politikerin
- 1974: Ralf David, deutscher Schauspieler und Synchronsprecher
- 1974: Marco Dittgen, deutscher Fußballspieler
- 1974: Lou Lorenz-Dittlbacher, österreichische Journalistin und Fernsehmoderatorin
- 1974: Ana Plasencia, deutsche Journalistin und Moderatorin
- 1974: Sergei Nikolajewitsch Ryschikow, russischer Kosmonaut
- 1974: Meike Stoverock, deutsche Bloggerin, Krimi- und Sachbuchautorin
- 1974: Caroline Vasicek, österreichische Schauspielerin und Musicaldarstellerin
- 1975: Chynna Clugston, US-amerikanische Comicautorin
- 1975: Marcus Schneck, deutscher Fußballspieler

#### 1976–2000
- 1977: Katharina Franke, deutsche Physikerin
- 1977: Iban Mayo, baskischer Profi-Radrennfahrer
- 1977: Oliver Haidt, österreichischer Schlagersänger
- 1978: Walter Baseggio, belgisch-italienischer Fußballspieler

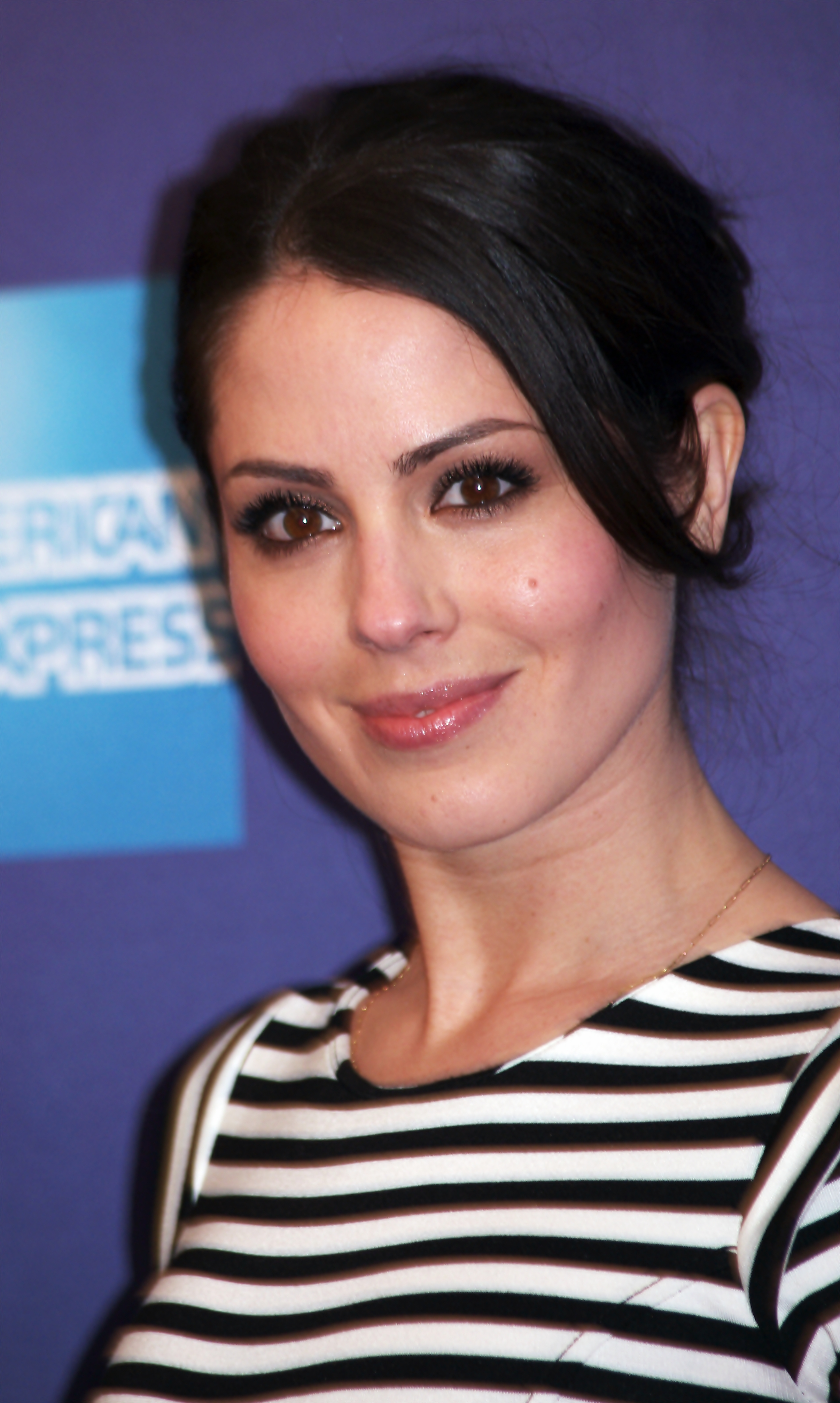
Michelle Borth (* 1978)

- 1978: Michelle Borth, US-amerikanische Schauspielerin
- 1978: Thomas Jones, US-amerikanischer American-Football-Spieler
- 1978: François Modesto, französischer Fußballspieler und -funktionär
- 1979: Oumar Kondé, Schweizer Fußballspieler
- 1979: Jael Malli, Schweizer Sängerin
- 1980: Wiebke Binder, deutsche Fernsehmoderatorin
- 1980: Jin Pyol-hui, nordkoreanische Fußballerin
- 1982: Erika Christensen, US-amerikanische Schauspielerin
- 1982: Steve Ott, kanadischer Eishockeyspieler
- 1982: Bryan Sellers, US-amerikanischer Automobilrennfahrer

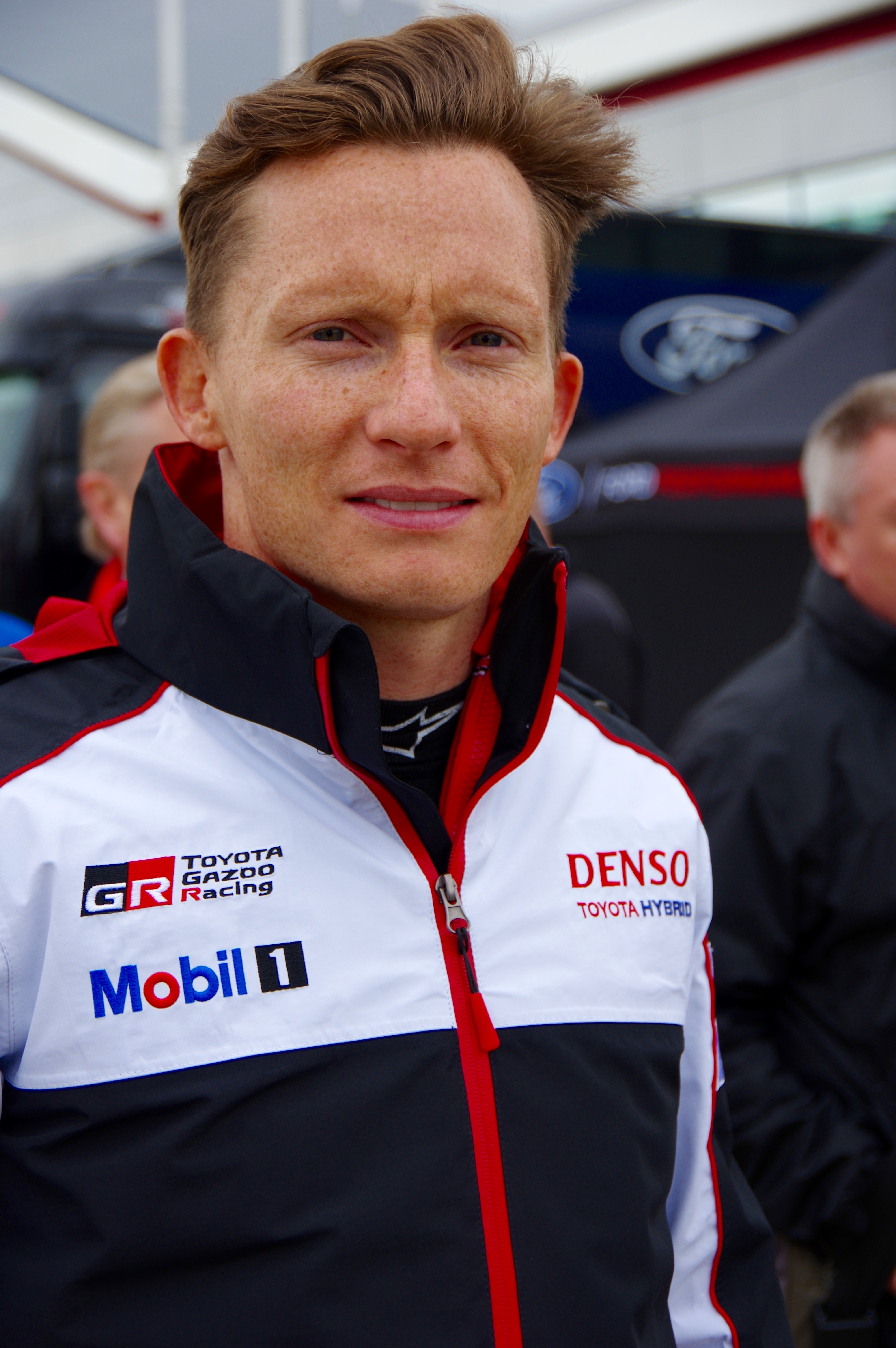
Mike Conway (* 1983)

- 1983: Mike Conway, britischer Automobilrennfahrer
- 1983: Reeva Steenkamp, südafrikanisches Model und Moderatorin
- 1984: Sara Bildau, deutsche Journalistin und Fernsehmoderatorin
- 1984: Wade Cunningham, neuseeländischer Automobilrennfahrer
- 1984: Alessandro Matri, italienischer Fußballspieler
- 1984: Wolf Reuter, deutscher Ökonom und politischer Beamter
- 1985: Laurent Mars, belgischer Radrennfahrer
- 1985: Tom Sykes, britischer Motorradrennfahrer
- 1986: Michael Baindl, deutscher Eishockeyspieler
- 1986: Christina Perri, US-amerikanische Singer-Songwriterin
- 1986: Sebastián Sosa, uruguayischer Fußballspieler

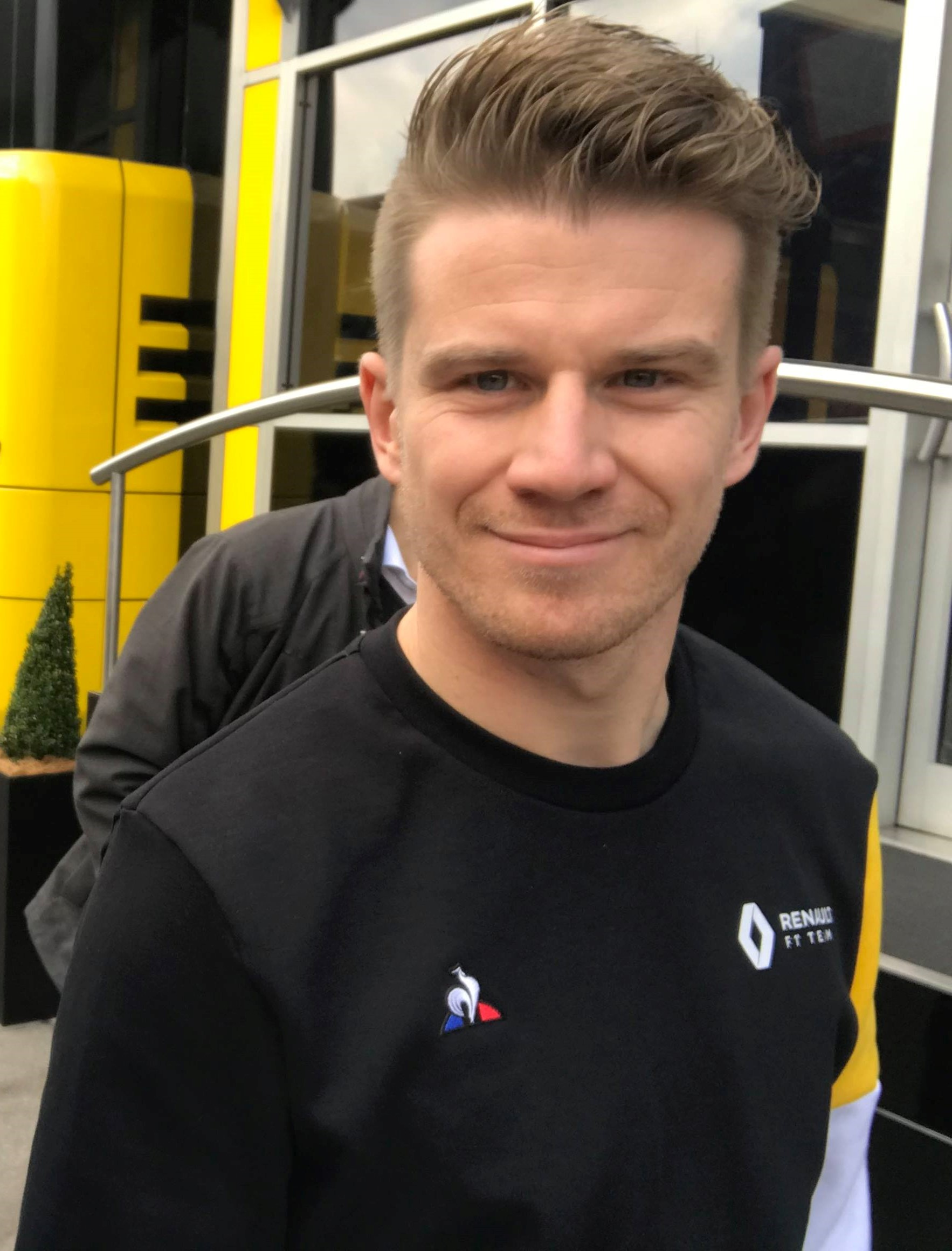
Nico Hülkenberg (* 1987)

- 1987: Nico Hülkenberg, deutscher Automobilrennfahrer
- 1987: Marlon Knauer, deutscher Sänger
- 1988: Katarina Bralo, kroatische Handballspielerin
- 1989: Uschi Freitag, deutsch-niederländische Turm- und Wasserspringerin
- 1989: Romeo, US-amerikanischer Rapper und Schauspieler
- 1989: Sara Nuru, deutsches Fotomodell und Mannequin
- 1990: Toni Leistner, deutscher Fußballspieler

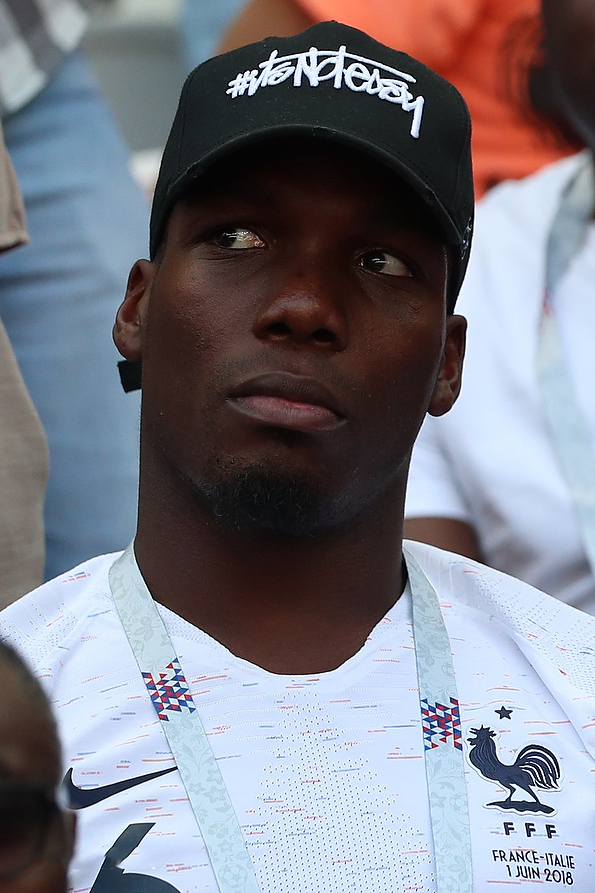
Florentin Pogba (* 1990)

- 1990: Florentin Pogba, guineischer Fußballspieler
- 1990: Mathias Pogba, guineischer Fußballspieler
- 1990: Nora Quest, deutsche Schauspielerin
- 1991: Kendall Marshall, US-amerikanischer Basketballspieler
- 1993: Caprice Dydasco, US-amerikanische Fußballspielerin
- 1993: Kenan Kodro, bosnisch-spanischer Fußballspieler
- 1994: Nick Cassidy, neuseeländischer Automobilrennfahrer
- 1994: Melville McKee, britisch-singapurischer Automobilrennfahrer
- 1994: Nikita Nikolajewitsch Wolodin, russischer Billardspieler
- 1994: Zhang Yuxuan, chinesische Tennisspielerin
- 1995: Annika Schrumpf, deutsche Schauspielerin
- 1997: Joseph Castanon, US-amerikanischer Schauspieler
- 1999: Salem Ilese, US-amerikanische Popsängerin
- 1999: Ethan Cutkosky, US-amerikanischer Schauspieler

### 21. Jahrhundert
- 2002: Albert Rosas, andorranischer Fußballspieler
- 2003: Bahattin Sofuoğlu, türkischer Motorradrennfahrer
- 2004: Siena Agudong, US-amerikanische Schauspielerin
- 2005: Omar Megeed, deutsch-ägyptischer Fußballspieler

## Gestorben

### Vor dem 17. Jahrhundert

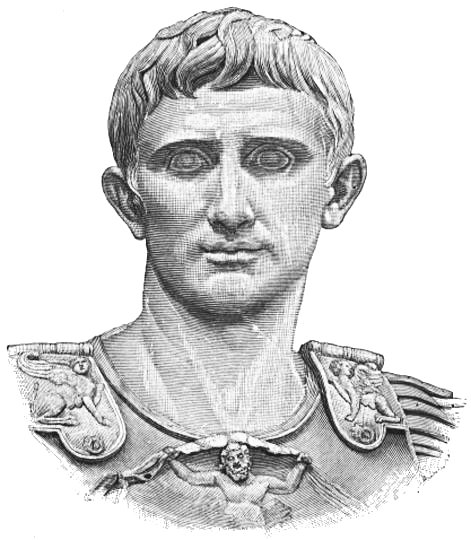
Augustus († 14 n. Chr.)

- 0014: Augustus, römischer Kaiser
- 0947: Abū Yazīd Machlad ibn Kaidād, charidschitischer Widerstandskämpfer
- 1114: Udo von Gleichen-Reinhausen, Bischof von Hildesheim und Graf von Reinhausen
- 1130: Bartholomäus von Simeri, griechischer Mönch, Klostergründer, Heiliger
- 1139: Gottfried, Graf von Namur
- 1157: Guerric von Igny, Zisterzienser, Schüler des Hl. Bernhard
- 1167: Friedrich IV., Herzog von Schwaben
- 1167: Werner II., Graf von Habsburg
- 1186: Gottfried II., Herzog der Bretagne
- 1223: William of Cornhill, Bischof von Coventry
- 1245: Raimund Berengar V., Graf der Provence
- 1282: Hartmann von Heldrungen, Hochmeister des Deutschen Ordens
- 1284: Alphonso, Earl of Chester, englischer Prinz, Sohn Eduards I.
- 1295: Karl Martell, Titularkönig von Ungarn
- 1297: Ludwig von Toulouse, Erzbischof von Toulouse, Heiliger der römisch-katholischen Kirche
- 1318: Gerhard von Bevar, Bischof von Konstanz
- 1352: Otto III., Herzog zu Braunschweig-Lüneburg
- 1410: Louis II. de Bourbon, Herzog von Bourbon
- 1457: Andrea del Castagno, italienischer Maler

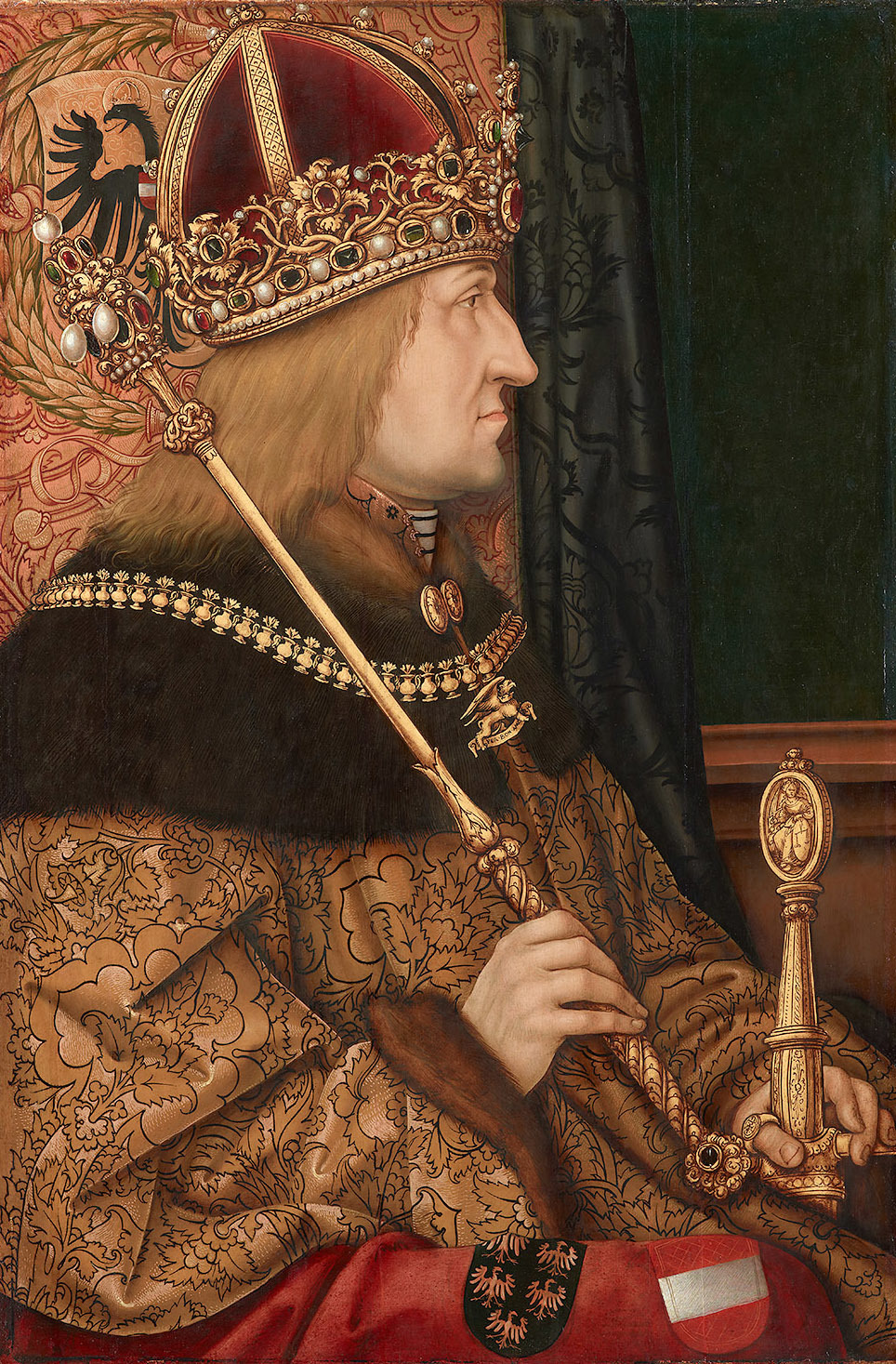
Friedrich III. († 1493)

- 1493: Friedrich III., Kaiser des Heiligen Römischen Reiches
- 1506: Alexander, Großfürst von Litauen und König von Polen

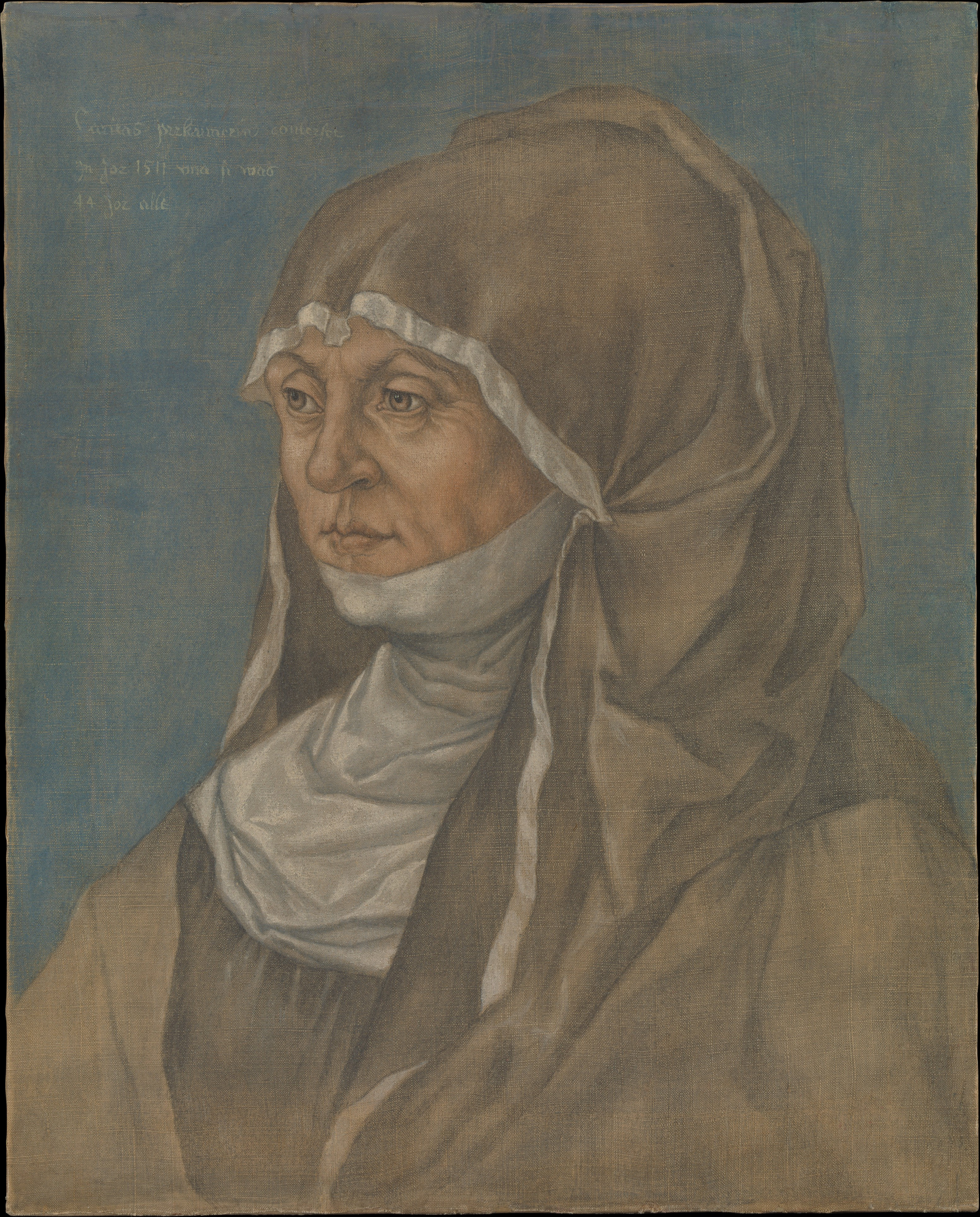
Caritas Pirckheimer († 1532)

- 1532: Caritas Pirckheimer, Äbtissin des Klarissenklosters in Nürnberg und Verfechterin der Glaubens- und Gewissensfreiheit
- 1535: Katharina zu Stolberg, Äbtissin des Klosters Drübeck
- 1551: Albrecht III. von Hohenlohe-Neuenstein, regierender Graf aus dem Hause Hohenlohe
- 1554: Gerolamo Querini, Patriarch von Venedig
- 1566: Elisabeth von Braunschweig-Calenberg, Gräfin von Henneberg-Schleusingen
- 1580: Andrea Palladio, Architekt in Oberitalien
- 1593: Antonio Veneziano, italienischer Dichter

### 17./18. Jahrhundert
- 1625: Enno III., Graf von Ostfriesland
- 1625: Friedrich Wilhelm, Herzog von Teschen
- 1626: Henri de Talleyrand-Périgord, französischer Adliger und Verschwörer
- 1646: Alexander Henderson, schottischer Theologe
- 1657: Frans Snyders, flämischer Maler
- 1658: Christine, Prinzessin von Hessen-Kassel und Herzogin von Sachsen-Eisenach

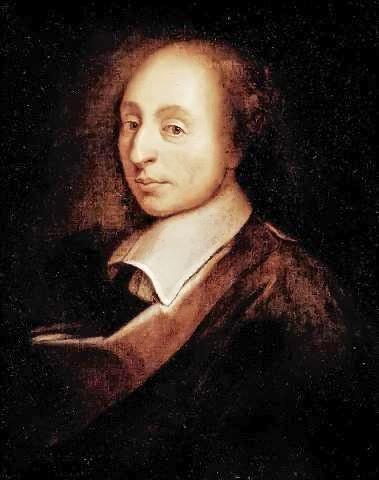
Blaise Pascal († 1662)

- 1662: Blaise Pascal, französischer Philosoph, Physiker und Mathematiker
- 1666: Anton Günther I., Graf in Sondershausen
- 1684: Christian Richter, deutscher Architekt und Baumeister
- 1691: Köprülü Fazıl Mustafa Pascha, Großwesir des Osmanischen Reiches
- 1691: Adam Zrinski, kroatischer Adeliger und kaiserlicher Offizier
- 1692: Maria Catharina Stockfleth, deutsche Barockdichtern
- 1700: Adrian Steger, kursächsischer Jurist und Bürgermeister von Leipzig
- 1702: Anthony Grey, 11. Earl of Kent, englischer Adeliger
- 1704: Jane Leade, englische christliche Mystikerin und Autorin
- 1708: Gotthelf Friedrich von Schönberg, kursächsischer Kammerherr
- 1713: Atanasie Anghel, siebenbürgischer Bischof
- 1719: Carl Hildebrand von Canstein, brandenburgischer Hofbeamter und Stifter der Cansteinschen Bibelanstalt, der ältesten Bibelgesellschaft der Welt
- 1730: James Ogilvy, 4. Earl of Findlater, schottischer Politiker und Lordkanzler von Schottland
- 1736: Pierre-Louis Villot-Dufey, französischer Schauspieler
- 1738: Helena Curtens, Opfer des letzten Hexenprozesses am Niederrhein
- 1738: Paul Zeiller, österreichischer Maler
- 1743: Damian Hugo Philipp von Schönborn-Buchheim, deutscher Bischof

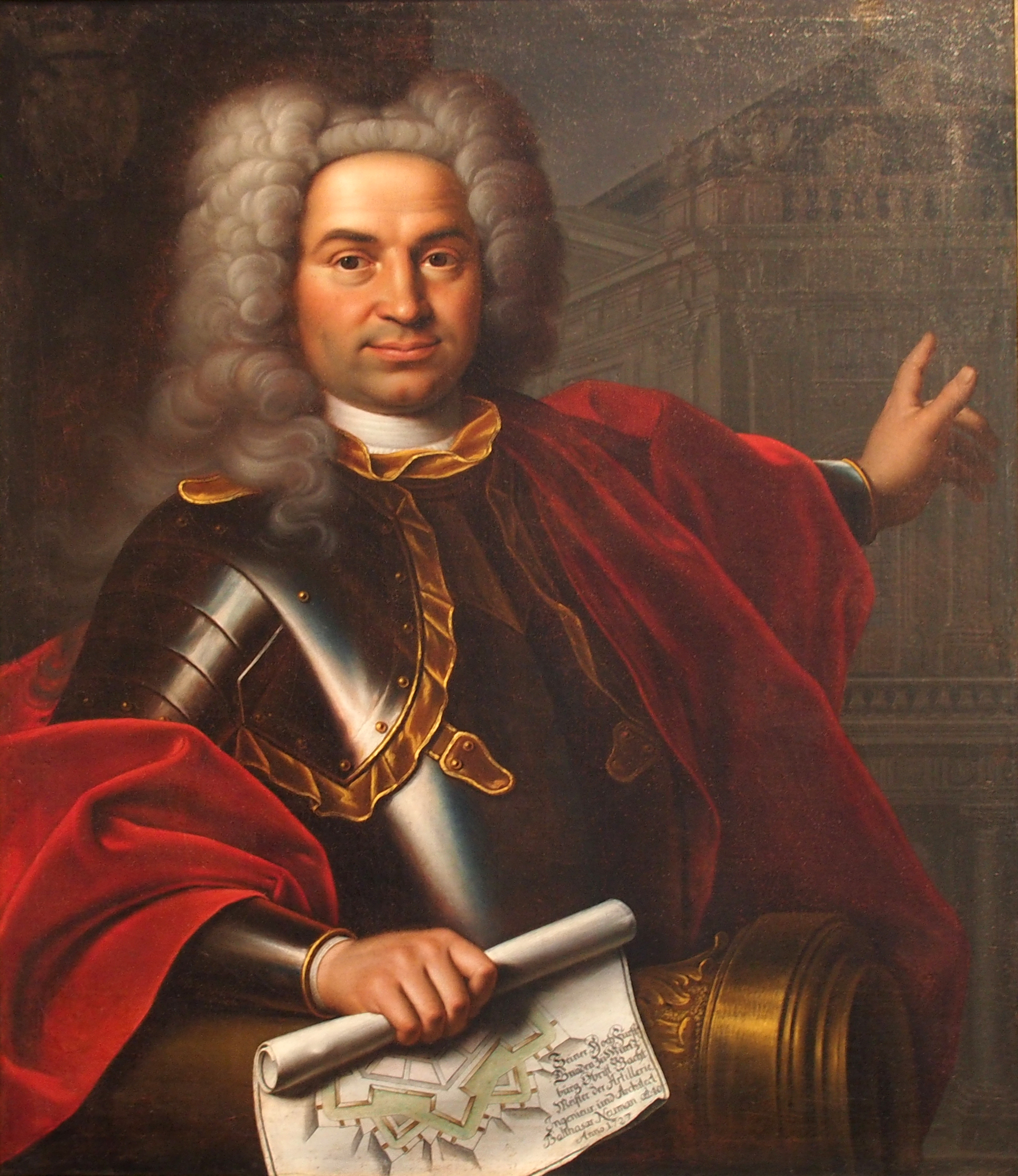
Balthasar Neumann († 1753)

- 1753: Balthasar Neumann, deutscher Baumeister des Barock und Rokoko
- 1763: Karl August Friedrich, Fürst von Waldeck-Pyrmont
- 1765: Axel Frederic Cronstedt, schwedischer Chemiker
- 1767: Karl Georg Friedrich von Flemming, sächsischer Gesandter, General der Infanterie und Geheimer Kabinettsminister
- 1771: Daniel Schiebeler, deutscher Schriftsteller
- 1773: Burkhardt Tschudi, britischer Cembalobauer
- 1774: Johann Ernst Schubert, deutscher evangelischer Theologe
- 1780: Johann von Kalb, deutsch-amerikanischer General während der Amerikanischen Revolution
- 1782: Francesco De Mura, italienischer Maler
- 1783: Franz Xaver Messerschmidt, deutscher Bildhauer
- 1785: Giuseppe Appiani, italienischer Maler
- 1793: Paulus Mako, ungarischer Jesuit und Hochschullehrer
- 1795: Friedrich Hartmann Graf, deutscher Komponist

### 19. Jahrhundert
- 1804: Albert Androt, französischer Komponist

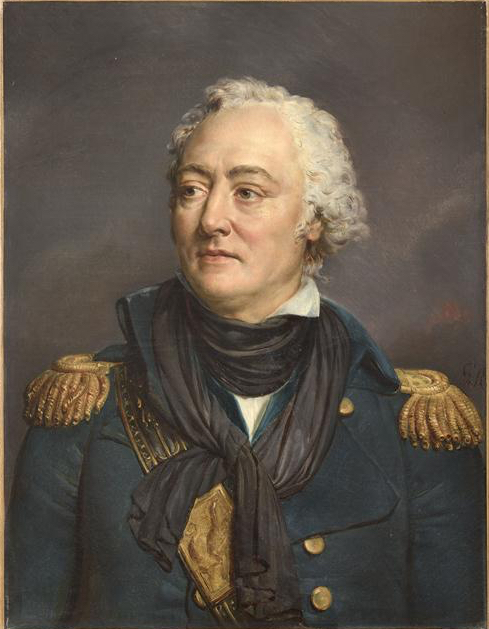
Louis-René Levassor de Latouche Tréville († 1804)

- 1804: Louis-René Levassor de Latouche Tréville, französischer Admiral
- 1804: Barthélemy Louis Joseph Schérer, französischer General
- 1814: Gustaf Mauritz Armfelt, finnlandschwedischer Staatsmann, Militär und Diplomat
- 1814: Angelo Tarchi, italienischer Komponist
- 1815: Charles Angélique François Huchet de La Bédoyère, französischer Generalleutnant
- 1821: Marie-Denise Villers, französische Malerin des Klassizismus
- 1822: Jean-Baptiste Joseph Delambre, französischer Astronom
- 1825: Juan Martín Díez, spanischer Widerstandskämpfer und Guerillaführer
- 1827: Bernhard Joseph Ritter Anders von Porodim, österreichischer Beamter
- 1830: Friedrich Wilhelm Agthe, deutscher Komponist und Kreuzkantor
- 1834: Johann Jakob Humann, Bischof von Mainz
- 1842: Alexandre Du Sommerard, französischer Archäologe und Kunstsammler
- 1844: Iver Hesselberg, norwegischer Pfarrer und Autor
- 1855: Wilhelm Ludwig Volz, badischer Offizier und Hochschullehrer

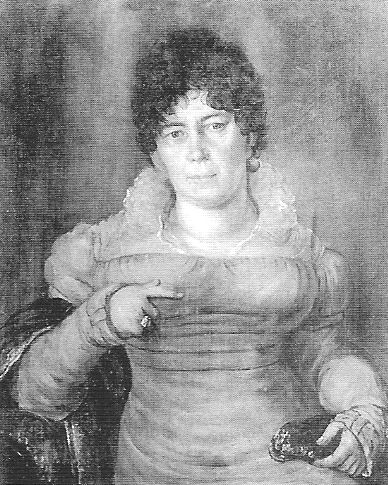
Anna Maria Rüttimann-Meyer von Schauensee († 1856)

- 1856: Anna Maria Rüttimann-Meyer von Schauensee, Schweizer Patrizierin
- 1863: Alexander Carl, Herzog von Anhalt-Bernburg
- 1867: William B. Campbell, US-amerikanischer Politiker
- 1872: Eugène Prévost, französischer Komponist und Dirigent
- 1880: Heinrich Albert Hofmann, deutscher Buchhändler, Verleger und Theaterleiter
- 1883: Jeremiah S. Black, US-amerikanischer Politiker
- 1891: Theodor Aman, rumänischer Maler
- 1892: Richard Adelbert Lipsius, deutscher evangelischer Theologe
- 1892: František Zdeněk Skuherský, tschechischer Komponist und Musikpädagoge
- 1895: Giuseppe Curti, Schweizer Lehrer und Politiker
- 1900: Jean-Baptiste Accolay, belgischer Komponist, Violinist, Violin-Lehrer und Dirigent

### 20. Jahrhundert

#### 1901–1950
- 1901: Josef Kaizl, tschechischer Politiker

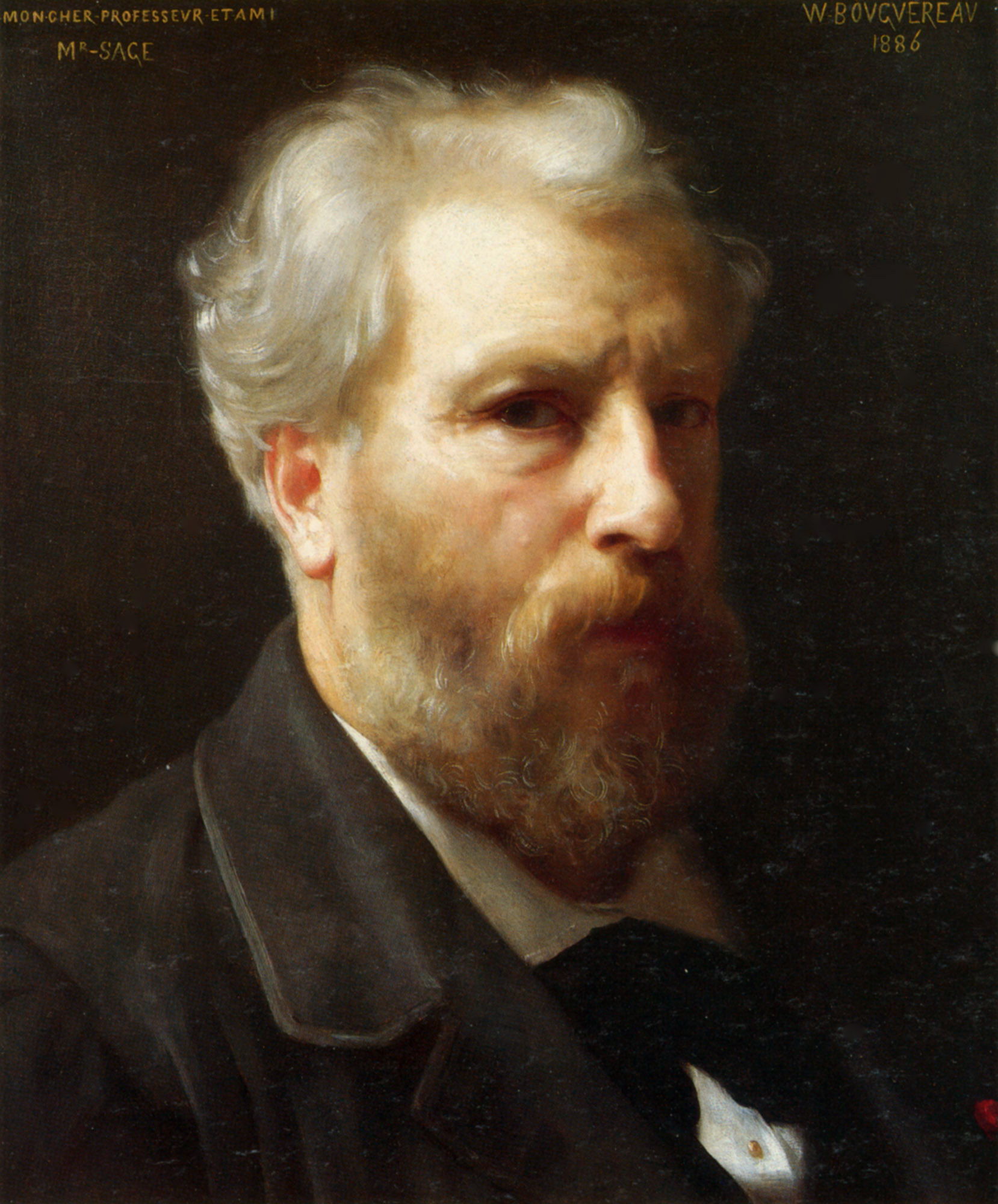
William Adolphe Bouguereau († 1905)

- 1905: William Adolphe Bouguereau, französischer Maler
- 1905: Eduard Wolff, deutscher Unternehmer und Kommunalpolitiker
- 1909: Gottfried Angerer, deutscher Chordirigent und Komponist
- 1909: Ludwig Gumplowicz, polnisch-österreichischer Staatswissenschaftler, Mitbegründer der europäischen Soziologie
- 1909: Ernest Pictet, Schweizer Bankier und Politiker
- 1914: Franz Xaver Wernz, deutscher Ordensgeneral
- 1915: Tevfik Fikret, türkischer Dichter
- 1920: Pablo Arosemena Alba, fünfter Staatspräsident von Panama
- 1921: Eduard Burlage, deutscher Politiker
- 1922: Gustav Jacob Adt, deutscher Fabrikant und Politiker
- 1922: Felipe Pedrell, katalanischer bzw. spanischer Komponist und Musikwissenschaftler
- 1923: Vilfredo Pareto, italienischer Ingenieur, Ökonom und Soziologe
- 1925: Wilhelm Streitberg, deutscher Indogermanist
- 1928: Richard Haldane, 1. Viscount Haldane, britischer Politiker und Philosoph
- 1929: Sergei Pawlowitsch Djagilew, russischer Herausgeber, Kunstkritiker und Kurator
- 1931: Eduard Euler, deutscher Maler
- 1932: Louis Anquetin, französischer Maler
- 1932: Johann Schober, österreichischer Jurist, Beamter und Politiker
- 1936: William Agnew, schottischer Fußballspieler und -trainer

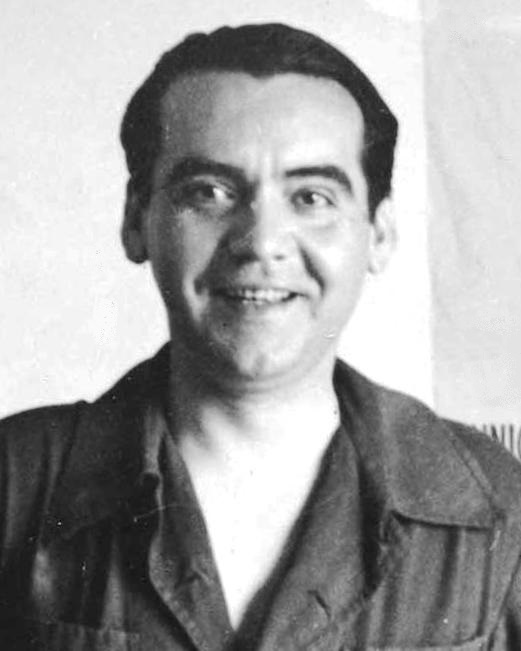
Federico García Lorca († 1936)

- 1936: Federico García Lorca, spanischer Schriftsteller
- 1939: Achille Fortier, kanadischer Komponist und Musikpädagoge
- 1939: Otto Mensing, deutscher Sprachforscher, Schauspieler, Regisseur und Hörspielsprecher
- 1939: John Robert Francis „Frank“ Wild, britischer Polarforscher
- 1944: Günther von Kluge, Generalfeldmarschall im Dritten Reich
- 1944: Juan Zanelli, chilenischer Automobilrennfahrer und Widerstandskämpfer im Zweiten Weltkrieg
- 1946: Albert de Dion, französischer Automobilpionier
- 1947: Earl Fuller, US-amerikanischer Musiker
- 1947: Oskar Moll, deutscher Maler
- 1948: Frederick Philip Grove, deutscher und kanadischer Schriftsteller und Übersetzer

#### 1951–2000
- 1951: Adolf von Achenbach, preußischer Politiker
- 1951: Walter Bloem, deutscher Schriftsteller

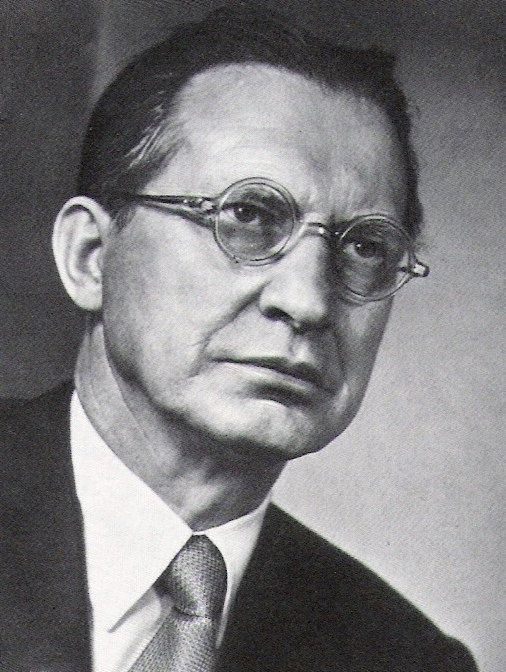
Alcide De Gasperi († 1954)

- 1954: Alcide De Gasperi, italienischer Politiker
- 1957: Carl-Gustaf Rossby, schwedischer Meteorologe
- 1959: Jacob Epstein, englischer Bildhauer, Zeichner
- 1959: Blind Willie McTell, US-amerikanischer Musiker und Sänger
- 1962: Robert Bürkner, deutscher Schauspieler, Theaterintendant, Regisseur und Autor
- 1964: Ewald Kluge, deutscher Motorradrennfahrer
- 1965: Abby Berlin, US-amerikanischer Filmregisseur
- 1967: Pierre Chami, libanesischer Erzbischof
- 1967: Hugo Gernsback, US-amerikanischer Verleger und Schriftsteller
- 1968: Spiro Dellerba, US-amerikanischer American-Football-Spieler
- 1968: George Gamow, russisch-US-amerikanischer Physiker
- 1969: Nakayama Gishū, japanischer Schriftsteller
- 1971: Reinhold Maier, Ministerpräsident von Baden-Württemberg
- 1972: Leopold Reitz, deutscher Schriftsteller
- 1972: Tony Taylor, australischer Vulkanologe
- 1973: Paul Aellen, Schweizer Botaniker
- 1974: Anna Arena, italienische Schauspielerin
- 1974: Fernando Cerchio, italienischer Regisseur, Drehbuchautor und Filmproduzent
- 1975: Konrad Swinarski, polnischer Theaterregisseur

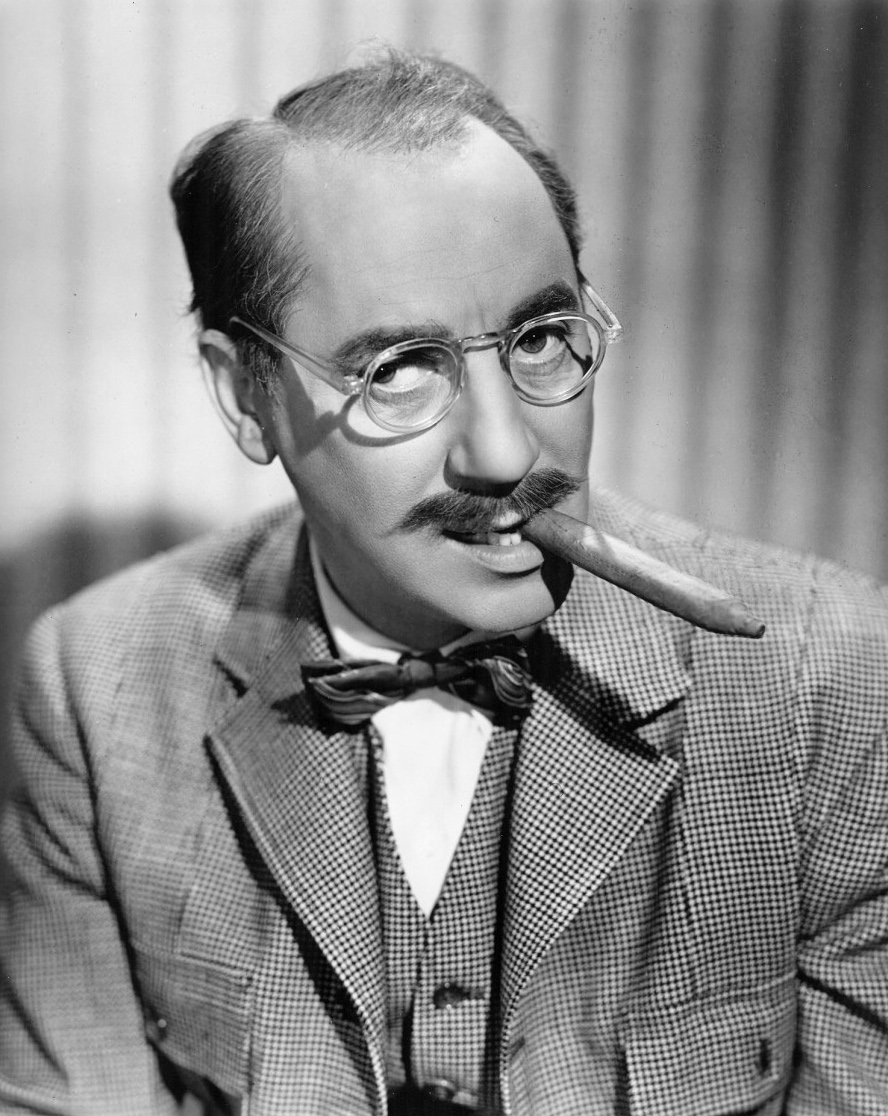
Groucho Marx († 1977)

- 1977: Groucho Marx, US-amerikanischer Komiker
- 1978: Hermann Jacobsen, deutscher Gärtner und Sukkulentenforscher
- 1978: Max Mallowan, britischer Archäologe
- 1979: Dorsey Burnette, US-amerikanischer Musiker, Gitarrist und Songwriter
- 1979: Morris Surdin, kanadischer Komponist und Dirigent
- 1980: Otto Frank, Vater von Anne Frank
- 1983: Rudolf Adametz, deutscher Politiker
- 1984: Fritz Kranz, deutscher Schauspieler, Theaterregisseur und Theaterintendant
- 1985: Yamazaki Hōdai, japanischer Schriftsteller
- 1986: Willy Kramp, deutscher Schriftsteller
- 1987: Fridolin Gallati, Schweizer Unternehmer
- 1987: Ydnekachew Tessema, äthiopischer Fußballer und Sportfunktionär
- 1988: Ferdinand Käs, österreichischer Berufssoldat und Beamter
- 1990: Gerold Fischer, deutscher Motorradrennfahrer

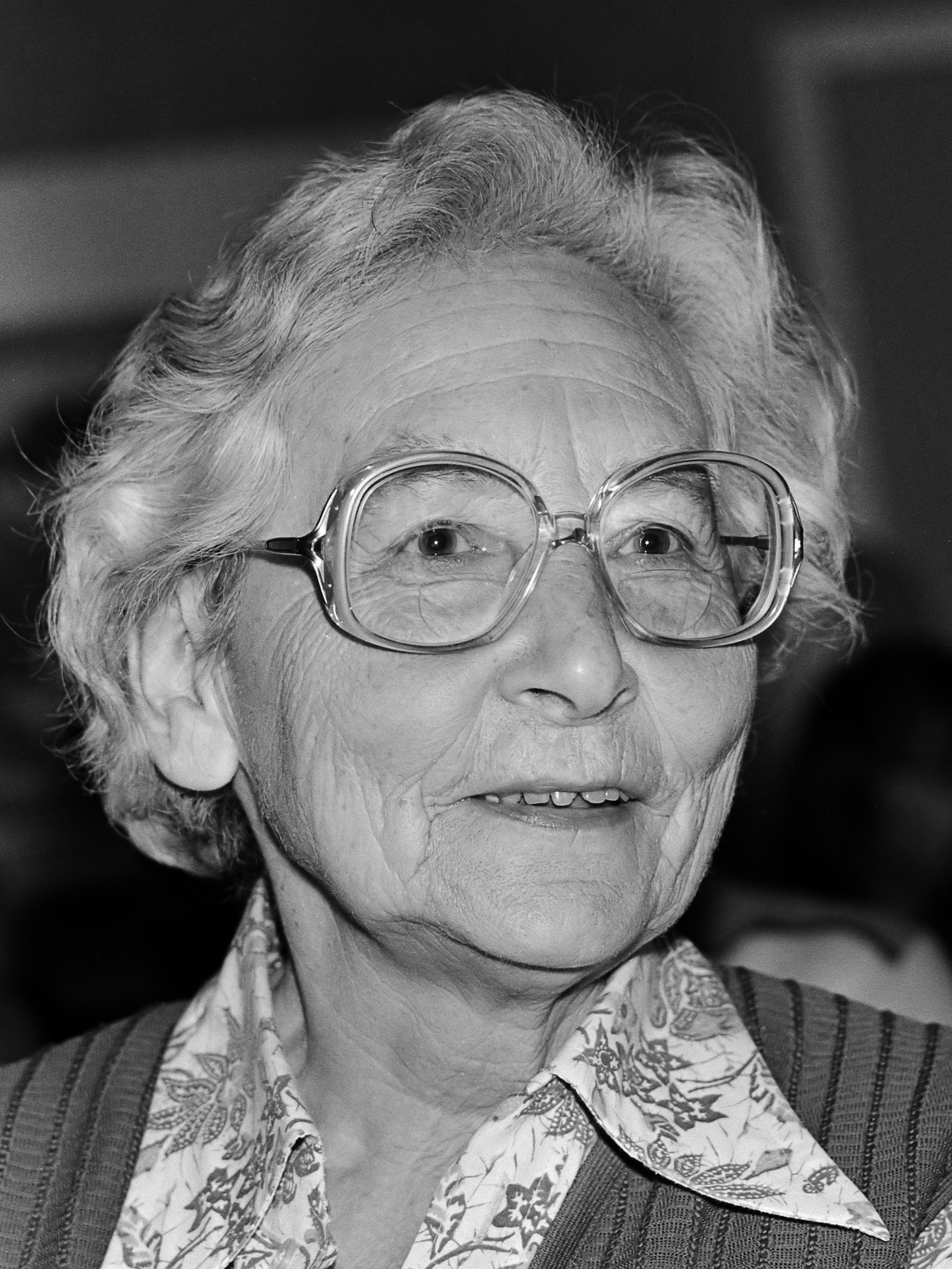
An Rutgers († 1990)

- 1990: An Rutgers, niederländische Schriftstellerin
- 1990: Heiner Kühner, Schweizer Organist und Cembalist
- 1992: Jean Hubeau, französischer Komponist, Pianist und Musikpädagoge
- 1992: Karl Storch, deutscher Leichtathlet
- 1993: Jack Bartlett, britischer Unternehmer und Automobilrennfahrer
- 1993: Hans Lebert, österreichischer Schriftsteller und Opernsänger
- 1993: Fritz Pirkl, deutscher Psychologe und Politiker, MdL, Landesminister, MdEP
- 1994: Linus Pauling, US-amerikanischer Chemiker
- 1994: Hanna-Maria Zippelius, deutsche Verhaltensbiologin
- 1994: Anton Peter Khoraiche, libanesischer Kardinal und Maronitischer Patriarch von Antiochien und des ganzen Orients
- 1995: Silvio Amadio, italienischer Filmregisseur und Drehbuchautor
- 1995: Pierre Schaeffer, französischer Komponist

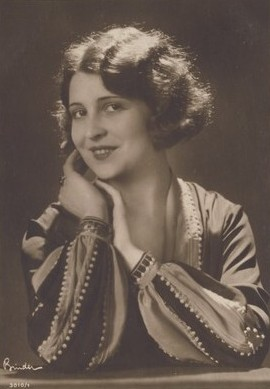
Claire Rommer († 1996)

- 1996: Claire Rommer, deutsche Schauspielerin
- 1998: Hellmut Andics, österreichischer Journalist und Autor
- 1998: Wassili Alexandrowitsch Archipow, sowjetischer Marineoffizier

### 21. Jahrhundert
- 2002: Eduardo Chillida, spanischer Bildhauer
- 2002: Otto Wüst, Schweizer Geistlicher, Bischof von Basel

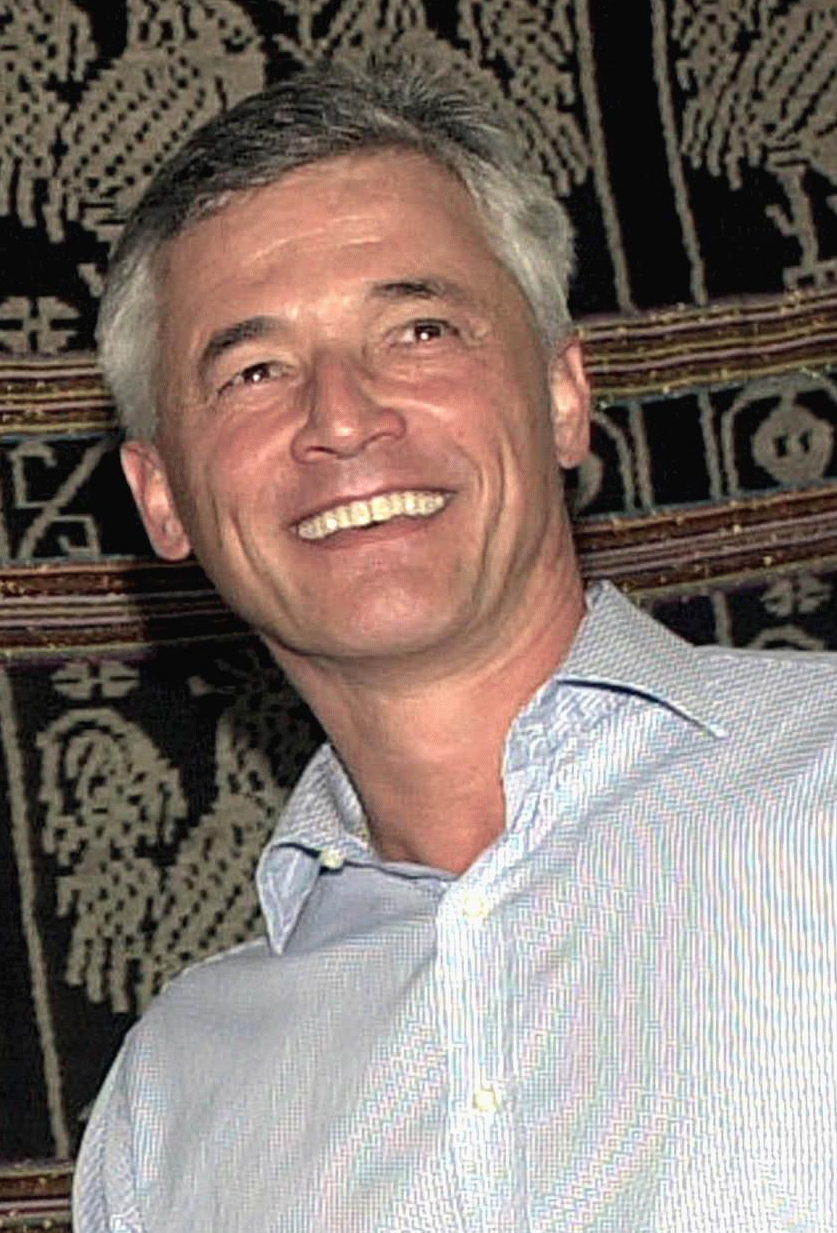
Sérgio Vieira de Mello († 2003)

- 2003: Sérgio Vieira de Mello, brasilianischer UN-Nothilfekoordinator, Sonderbeauftragter, Hoher Kommissar für Menschenrechte
- 2003: Hermann Withalm, österreichischer Politiker, Abgeordneter zum Nationalrat, Staatssekretär, Bundesparteiobmann der ÖVP
- 2004: George Gibson, US-amerikanischer American-Football-Spieler
- 2004: Günter Rexrodt, deutscher Politiker, Senator von Berlin, MdB, Bundesminister, MdA

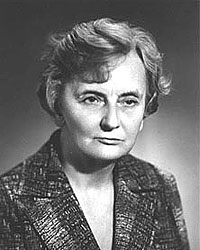
Aušra Augustinavičiūtė († 2005)

- 2005: Aušra Augustinavičiūtė, litauische Psychologin, Soziologin und Ökonomin
- 2005: Mo Mowlam, britische Politikerin, Ministerin
- 2006: Joseph Hill, jamaikanischer Musiker
- 2008: Levy Mwanawasa, sambischer Jurist, Staatspräsident
- 2008: Walter Scheler, deutscher Buchhalter, Opfer des Aufstands vom 17. Juni 1953 in der DDR, Ehrenbürger Jenas
- 2009: Julio Ardiles Gray, argentinischer Schriftsteller
- 2010: Johannes Riedl, deutscher Fußballspieler
- 2011: Raúl Ruiz, chilenisch-französischer Filmregisseur
- 2011: Jaroslav Smolka, tschechischer Komponist und Musikwissenschaftler
- 2012: Lothar Ruschmeier, deutscher Jurist und Kommunalpolitiker
- 2012: Tony Scott, britischer Filmregisseur
- 2012: David Weir, US-amerikanischer Automobilrennfahrer
- 2013: Wolfgang Lüder, deutscher Jurist und Politiker, Senator von Berlin, MdA, MdB
- 2013: Lee Thompson Young, US-amerikanischer Schauspieler
- 2014: Edmund Höfer, deutscher Fotograf
- 2014: Kåre Kolberg, norwegischer Komponist und Organist
- 2014: Walter Thirring, österreichischer Physiker

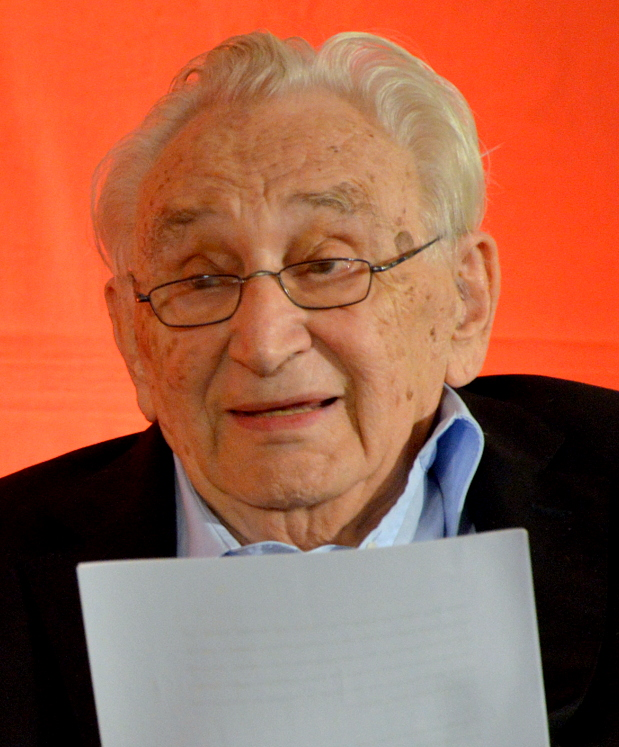
Egon Bahr († 2015)

- 2015: Egon Bahr, deutscher Politiker, Bundesminister, führender Mitgestalter der Ost- und Deutschlandpolitik Willy Brandts („Architekt der Ostverträge“)
- 2015: Fernand Grosjean, Schweizer Skirennläufer

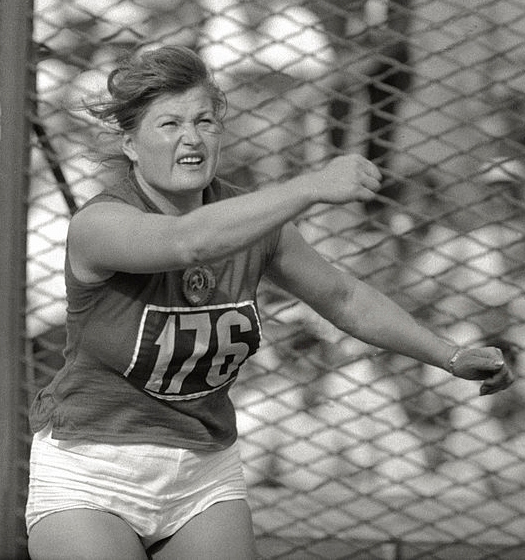
Nina Ponomaryova († 2016)

- 2016: Nina Apollonowna Ponomarjowa, sowjetische Diskuswerferin, Olympiasiegerin
- 2016: Lou Pearlman, US-amerikanischer Musikproduzent
- 2017: Brian Aldiss, britischer Science-Fiction-Autor
- 2017: Karl Otto Götz, deutscher Maler und Lyriker
- 2018: Pier Felice Barchi, Schweizer Politiker, Nationalrat
- 2018: Alastair Gillespie, kanadischer Wirtschaftsmanager und Politiker, Minister
- 2019: Federica Diémoz, italienisch-schweizerische Romanistin und Dialektologin
- 2019: Stefan Hecker, deutscher Handballspieler
- 2020: Helmut Hubacher, Schweizer Politiker
- 2020: Henads Schutau, belarussischer Aktivist
- 2020: Agnes Simon, ungarische Tischtennisspielerin
- 2021: Els Bolkestein, niederländische Opernsängerin (Sopran)
- 2021: Trygve Brudevold, norwegischer Bobsportler und Unternehmer
- 2021: Wolfgang Scholz, deutscher Feuerwehrmann, Landesbranddirektor der Berliner Feuerwehr
- 2022: Felix Huby, deutscher Journalist und Autor
- 2022: Mildred Kornman, US-amerikanische Schauspielerin
- 2023: Gloria Coates, US-amerikanisch-deutsche Komponistin
- 2023: Howard James Hubbard, US-amerikanischer Geistlicher, Bischof von Albany
- 2024: Maria Branyas Morera, spanisch-US-amerikanische Altersrekordlerin (1907–2024)

## Feier- und Gedenktage
- Kirchliche Gedenktage
  - Blaise Pascal, französischer Religionsphilosoph (evangelisch)
  - Hl. Johannes Eudes, französischer Priester und Ordensgründer (katholisch)
  - Hl. Sebaldus von Nürnberg, Einsiedler, Glaubensbote und Stadtpatron (katholisch)
  - Hl. Ludwig von Toulouse, italienischer Ordensmann und Bischof (katholisch)
- Namenstage
  - Johannes, Ludwig
- Staatliche Feier- und Gedenktage
  - Afghanistan (Unabhängigkeitstag)
- Welttag der humanitären Hilfe

Weitere Einträge enthält die Liste von Gedenk- und Aktionstagen.